# Trinkkultur in Europa

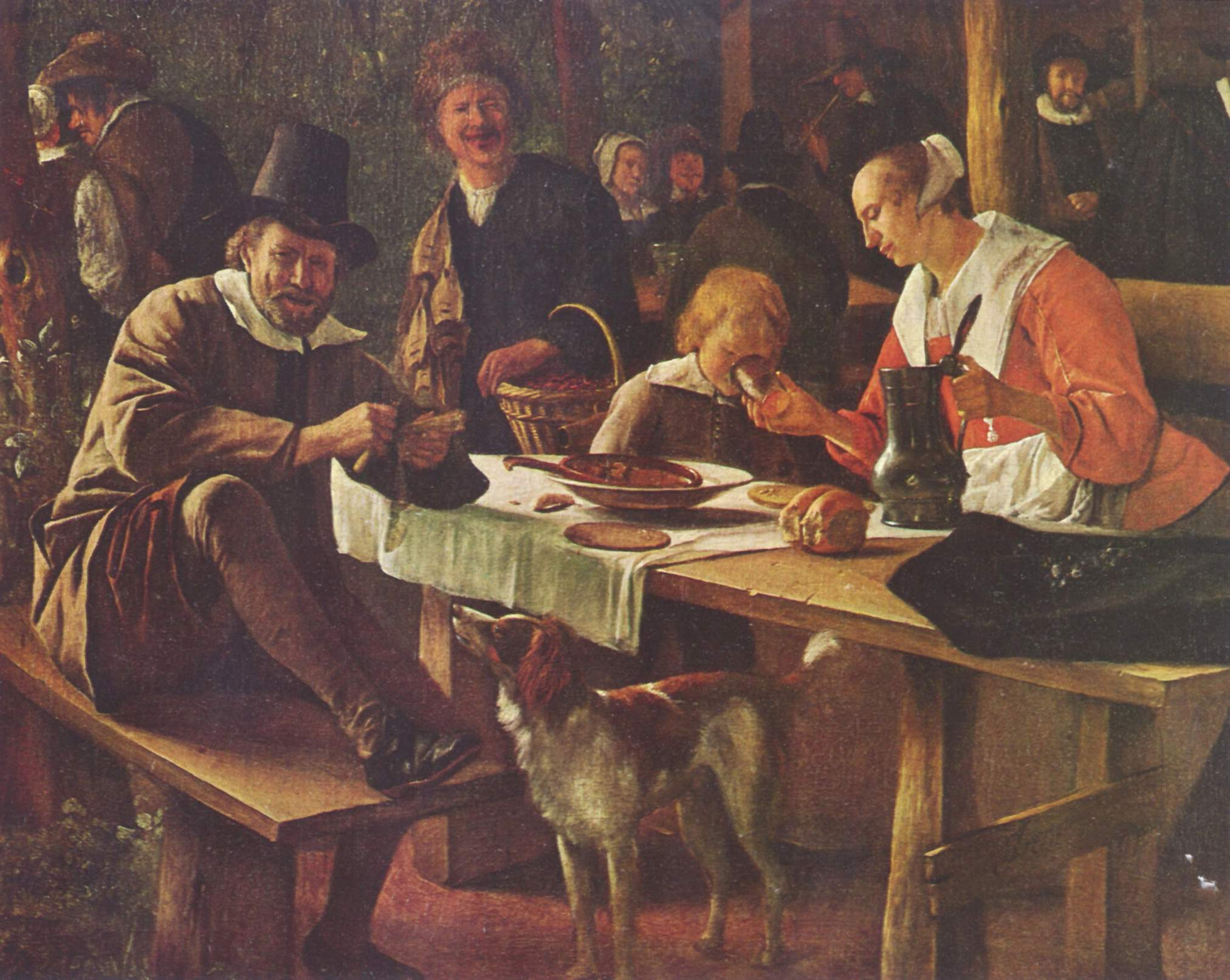
Jan Steen: Im Wirtshausgarten

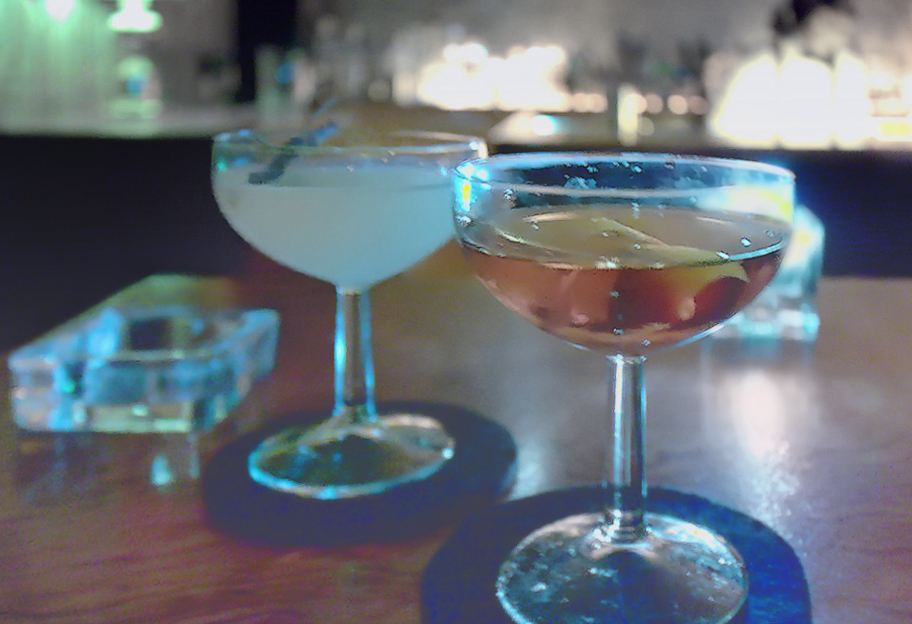
Cocktails in einer Berliner Bar

Unter Trinkkultur in Europa versteht man das Trinken, Zubereiten und Darbieten von alkoholischen Getränken und von Getränken wie Kaffee, Tee und Kakao, die als Genussmittel bezeichnet werden. 
Soziologen und Historiker benutzen den Begriff vorwiegend im Zusammenhang mit Alkohol. Als Bestandteil der Kultur gelten auch alle nötigen Utensilien (Geschirr, Besteck) und die speziellen Trinkorte.
In vielen Regionen der Welt ist, ähnlich der Esskultur, auch die Aufnahme von Getränken mit bestimmten Ritualen oder Zeremonien verbunden.

## Allgemeines
Es gibt eine Reihe wissenschaftlicher Studien zur Geschichte und Bedeutung von Genussmitteln. Bei den soziologischen Publikationen zur Trinkkultur steht der Alkohol im Vordergrund, da er das mit Abstand älteste bekannte trinkbare Genussmittel ist. Kaffee, Tee und Kakao wurden im Westen dagegen erst in der Neuzeit eingeführt.

## Alkohol
In der wissenschaftlichen Literatur werden Gemeinschaften teilweise je nach ihrer Einstellung zu alkoholischen Getränken in Gruppen eingeteilt. Eine mögliche Unterteilung ist die in überwiegend abstinente Kulturen, in denen regelmäßiger Alkoholkonsum sozial wenig akzeptiert ist, und in nicht-abstinente Kulturen, in denen Alkohol als Alltagsgetränk gilt. Die Abstinenzkulturen finden sich laut Harry Levine in Skandinavien und Großbritannien, wo hochprozentige Spirituosen eine größere Rolle spielen, während südeuropäische Länder nicht-abstinent sind, aber vor allem Wein bevorzugen. Abstinenzkulturen in Europa sind historisch stark vom Protestantismus geprägt, während es in den katholischen Ländern nie bedeutende Abstinenzbewegungen gegeben hat. So gibt es auch heute beispielsweise in Deutschland und in der Schweiz mit starken protestantischen Bevölkerungsanteilen Gruppen der Anonymen Alkoholiker, kaum aber im katholischen Österreich.
Die folgende Einteilung nimmt der deutsche Soziologe Wolf Wagner vor:
- Alkoholprohibitive Kulturen mit einem generellen Alkoholverbot. Dazu gehören islamische Länder und Gemeinschaften.
- Alkoholexzeptionelle Kulturen, die Alkohol nur bei klar definierten, seltenen Anlässen in begrenzten Mengen zulassen. Hierzu zählt die jüdische Kultur.
- Alkoholpermissive Kulturen, in denen Alkoholkonsum bei bestimmten Gelegenheiten erlaubt ist. Hier wird unterschieden zwischen Kulturen, in denen Alkohol Alltagsgetränk ist und zum Beispiel zum Essen getrunken wird, jedoch in kleineren Mengen (u. a. Spanien, Italien, Griechenland und Frankreich), und Kulturen, in denen vor allem am Wochenende und bei Festen Alkohol getrunken wird und dann oft in größeren Mengen, etwa in Skandinavien.
- Alkoholdeterminierte Kulturen, in denen viele Anlässe der Alltagskultur eng mit Alkoholkonsum verbunden sind wie Geburtstag, Hochzeit, Taufe, Beerdigung, Firmeneinstand etc. Trunkenheit wird in einem gewissen Rahmen gebilligt. Wagner zählt hierzu Deutschland, Österreich, die Schweiz und die Niederlande.
- Alkoholexzessive Kulturen, in denen Alkoholkonsum als Norm gilt und der Rauschzustand als Zeichen von Männlichkeit, Stärke, Großzügigkeit etc. angesehen wird. Es werden überwiegend hochprozentige Alkoholika konsumiert. Wagner rechnet dazu viele slawische Länder.

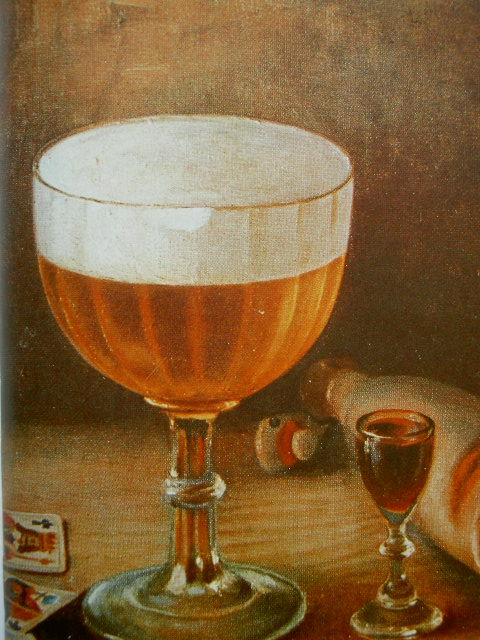
Ein Glas Bier als Postkartenmotiv
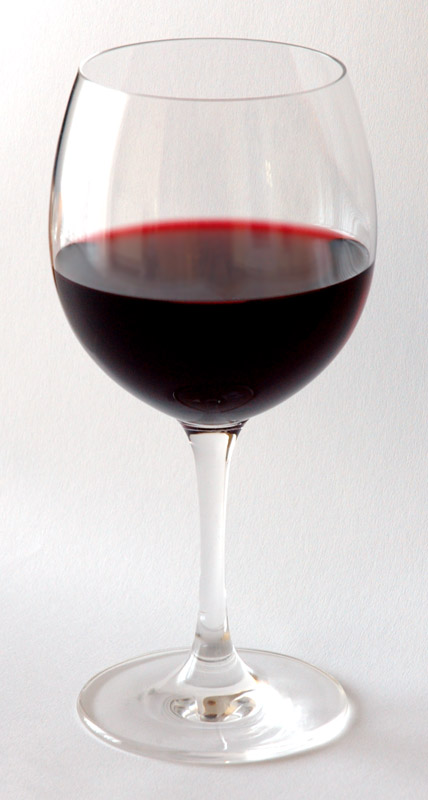
Rotwein
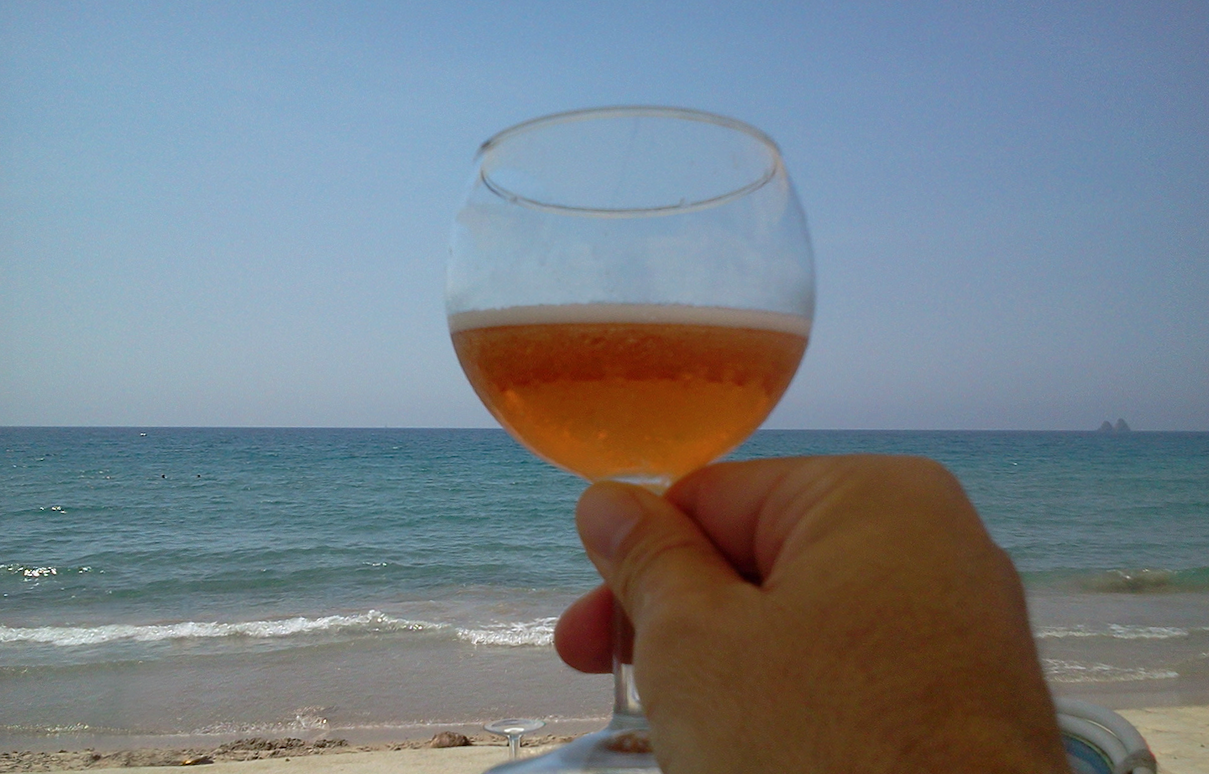
Roséwein von Provence
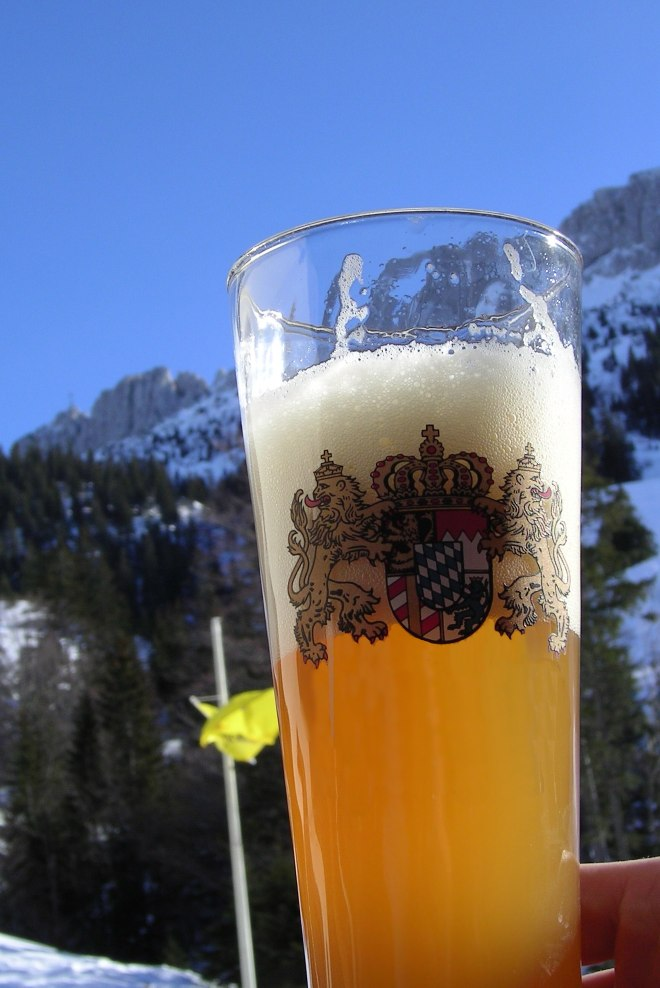
Weißbier
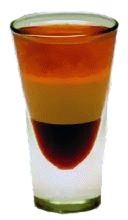
Mixgetränk B52

### Soziale Aspekte

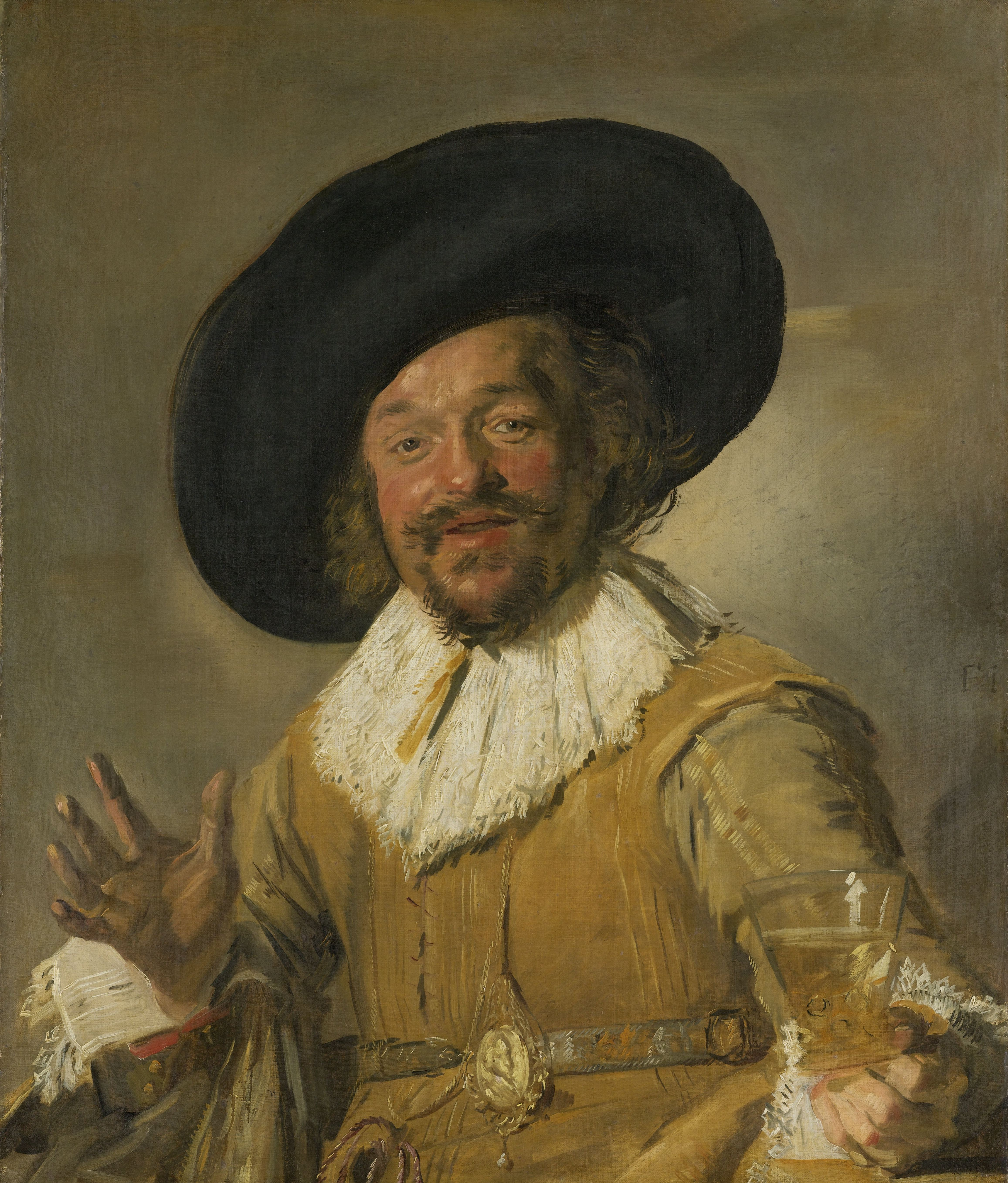
Der fröhliche Trinker
(Gemälde von Frans Hals)

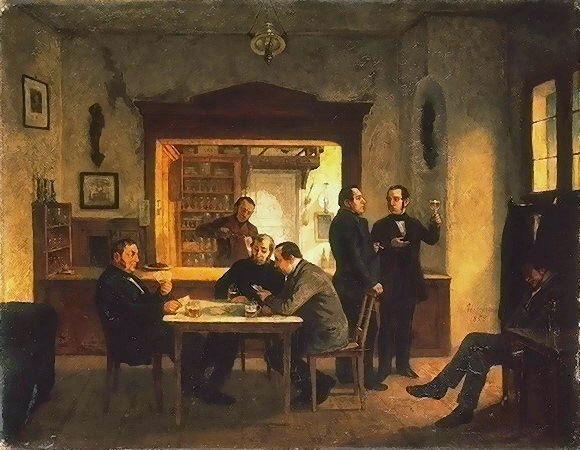
Weinstube
(Theodor Hosemann, 1858)

Für das Trinken von Alkohol gab und gibt es in allen bekannten Kulturen Regeln.

“Drinking, in every culture, is a rule-governed activity, hedged about with prescriptions and norms concerning who may drink how much of what, when, where, with whom, in what manner and with what effects.”

„Das Trinken (von Alkohol) ist in allen Gesellschaften eine geregelte Aktivität, eingegrenzt durch Vorschriften und Normen im Hinblick darauf, wer wie viel wovon trinkt, wann, wo, mit wem, auf welche Weise und mit welchen Auswirkungen.“

Dies gilt auch für islamische Gesellschaften, in denen Alkohol nur als Medizin zulässig ist.
Aus den bekannten Studien ergibt sich, dass es vor allem eine kulturübergreifende Regel gibt, nämlich die gesellschaftliche Ablehnung des einsamen Alkoholkonsums (solitary drinking). Alkoholgenuss wird als soziale Aktivität aufgefasst, die dazu dient, soziale Kontakte zu knüpfen und zu pflegen. Wer alleine zu Hause trinkt, gerät in den Verdacht, ein Alkoholiker zu sein. Außerdem ist es üblich, alkoholische Getränke mit anderen zu teilen. Sie alleine zu konsumieren, gilt daher als unsozial.
In allen europäischen Ländern wird vor allem bei festlichen Anlässen reichlich getrunken. Alkohol und Feste gehören kulturell fast untrennbar zusammen. Es gibt jedoch Länder, in denen die Trinkkultur Bestandteil des Alltags ist, so dass auch ohne besonderen Anlass Alkohol serviert wird; das ist zum Beispiel in den Mittelmeerländern Italien, Griechenland, Spanien und Frankreich der Fall. Soziologen unterscheiden zwischen Gesellschaften mit „integrierter Trinkkultur“ wie in den erwähnten Mittelmeerländern, wo kein besonderer Anlass für Alkoholgenuss nötig ist, und Nationen mit „ambivalenter Trinkkultur“, wo Alkohol zwar gesellschaftlich durchaus akzeptiert ist, aber nicht ohne jeden Anlass, wie in England und in Deutschland.
Das kann bei ausländischen Besuchern etwa in Frankreich zu Missverständnissen führen, wie ein englischer Autor ausführt:

“Drinks may be offered at ten o'clock in the morning, for example. […] What are we celebrating? During the midday meal, wine is served. What fun! What are we celebrating? The bars are open all afternoon, and people seem to be drinking. What a riot! What are we celebrating? Pastis is served at six o'clock. Whoopee! These people certainly know how to celebrate. More wine is served with dinner.[…]”

„Drinks werden zum Beispiel um 10 Uhr am Vormittag angeboten. Was feiern wir? Zum Mittagessen wird Wein serviert. Welch ein Spaß! Was feiern wir? Die Bars haben am Nachmittag geöffnet, und die Leute trinken. Welch ein Happening! Was feiern wir? Um 18 Uhr wird Pastis serviert. Super! Diese Leute verstehen es zu feiern. Zum Abendessen gibt es noch mehr Wein.“

In England wäre das nur an einem besonderen Feiertag denkbar, in Frankreich gehört das zum Alltag.
Alkohol wird auch symbolische Bedeutung zugeschrieben. Champagner beispielsweise gilt in Mitteleuropa als Getränk für besondere, feierliche Anlässe. In einer Publikation wird erwähnt, dass in Österreich Sekt einen eher formellen, offiziellen Charakter hat, während Schnaps das typische Getränk bei privaten Zusammenkünften ist. Die symbolische Bedeutung werde auch daran deutlich, dass das Anbieten von Schnaps während eines Gesprächs dazu führen könne, dass die Anrede vom formellen Sie zum vertrauten Du wechselt.
Die Art des Getränks gilt auch als Statusindikator, denn nicht alle Alkoholika gelten als „gleichwertig“. Importierte Getränke haben oft einen höheren Status als einheimische, und den Konsumenten ist das jeweilige Image bewusst. In Polen zum Beispiel gilt Wein als Getränk der Mittelschicht, während das einheimische Bier und Wodka die Getränke der unteren Schichten sind. Folglich bevorzugen polnische Studenten Wein. In Frankreich dagegen ist Wein ein Alltagsgetränk und hat keinen besonderen Status. Hier bevorzugen junge Akademiker Importbier. Getränke können auch zu Symbolen nationaler Identität werden: Guinness steht für Irland, Whisky für Schottland, Ouzo für Griechenland. Das Nationalgetränk zu trinken, kann zu einem Akt des Patriotismus werden.
In allen Kulturen finden sich einschränkende Regeln zum Alkoholkonsum von Frauen und Kindern bzw. Jugendlichen. Es wird erwartet, dass sie deutlich weniger Alkohol trinken als Männer. Fast überall gibt es auch Unterschiede zwischen Alkoholika, die als „männlich“ und solchen, die als „weiblich“ gelten. Die „Frauengetränke“ enthalten weniger Alkohol, gelten als „leichter“ und sind oft süßer. Likör, Cocktails und Sekt gelten zum Beispiel als typische Frauengetränke, im Gegensatz zum Schnaps und Bier. Im Allgemeinen gilt es für Frauen als unweiblich, „harte“ Drinks zu konsumieren, auch Biertrinken gilt bei Frauen auch heute noch teilweise als verpönt (vor allem in ländlichen Regionen), während es unter Männern verpönt ist, die „Frauengetränke“ zu trinken.
Es ist unter Soziologen umstritten, ob die Alkoholbeschränkungen für Frauen und Heranwachsende vorrangig gesundheitliche Gründe haben oder ob sie die gesellschaftliche Hierarchie symbolisch betonen sollen, wonach gewisse Getränke mit höherem Status allein den erwachsenen Männern vorbehalten sind.

### Geschichte

#### Frühe Hochkulturen
Das älteste alkoholische Getränk ist das Bier, das schon vor rund 13.000 Jahren im Vorderen Orient gebraut wurde. Wein wurde etwa 4000 v. Chr. im alten Ägypten angebaut und getrunken. Zu dieser Zeit wurde in Ostasien Bier aus Hirse und Reis eingeführt, in Amerika Maisbier. In Mesopotamien erhielten die Priester täglich fünf Liter Bier; es galt also als Alltagsgetränk. In Ägypten wurde an Festtagen von Pharaonen und Priestern bis zum Rausch getrunken, die nach übermäßigem Konsum eintretende Bewusstlosigkeit galt als heilig.

#### Antike
Die alten Griechen und die Römer tranken kein Bier, sondern Wein, der mit Wasser vermischt wurde. Wer Wein pur trank, galt als Säufer. Während Trunkenheit im Alltag verpönt war, war sie bei den griechischen Trinkgelagen (Symposien) schon fast eine Pflicht. Der Rausch galt ebenso wie in Ägypten als besonderer Zustand, der den Kontakt zu einer höheren Welt ermöglichte, und hatte somit mystischen Charakter. Die Römer übernahmen die Trinkgelage von den Griechen, aber ohne spirituelle Elemente. Es ging um das Vergnügen beim Trinken.
Die Germanen waren ein Volk der Bier- und Mettrinker. Sie stellten sich vor, dass auch die Götter Alkohol trinken. Auch bei den Germanen war der Rausch Teil des sozialen Lebens, es herrschte angeblich bei wichtigen Anlässen ein kollektiver Trinkzwang. Die christlichen Missionare gingen gegen diese Trinkkultur mit Verboten vor, konnten aber nicht verhindern, dass die Trinkgewohnheiten der Römer innerhalb des Römischen Reiches übernommen wurden und sich mit den bereits vorhandenen verbanden.

„Trunkliebe der Deutschen, die [sowieso, erg.] schon dem Trunke ergeben, auch noch das Gesundheitstrinken der Griechen und Römer annahmen.“

Auf Grund der schlechten Wasserqualität wurde bis in die Neuzeit hinein in Mitteleuropa wesentlich mehr Alkohol getrunken als heute; Wein und Bier waren Alltagsgetränke und galten als Lebensmittel. Während südlich der Alpen Wein getrunken wurde, dominierte nördlich der Alpen das Bier.

#### Mittelalter
Während regelmäßiger Alkoholkonsum im Mittelalter als völlig normal angesehen wurde, gab es schon im frühen Mittelalter Bemühungen, das übermäßige Zechen bis zum Vollrausch einzudämmen. Jedem deutschen Kaiser wurde vor der Krönung in Rom die Frage gestellt: „Willst du mit Gottes Hülfe dich nüchtern halten?“ Karl der Große war ein Anhänger der Mäßigkeit beim Trinken und erließ Verbote gegen den Trinkzwang bei Gesellschaften, allerdings erfolglos.
In Deutschland nahm ein großer Teil der Bevölkerung, inklusive der Kinder, bis weit in die Neuzeit hinein schon morgens eine Biersuppe zu sich. Außerhalb von Mahlzeiten nahm das Trinken der Männer im Allgemeinen den Charakter eines Gelages an. Die Trinksitten verlangten, dass ein angebotenes Getränk nicht abgelehnt werden durfte, das wäre als Beleidigung aufgefasst worden. Solange die Mittrinker noch tranken, durfte keiner aufhören, denn das galt als Zeichen von Schwäche und Unmännlichkeit. So wurde oft gezecht bis zur Bewusstlosigkeit, wie Chronisten berichten. Die Trinksitten schrieben das Kampftrinken vor, eine Form des Duells ohne Waffen. Wer sich diesen Regeln entziehen wollte, wurde zum Außenseiter und wurde sozial ausgegrenzt, oder er wurde sogar zum Feind erklärt.

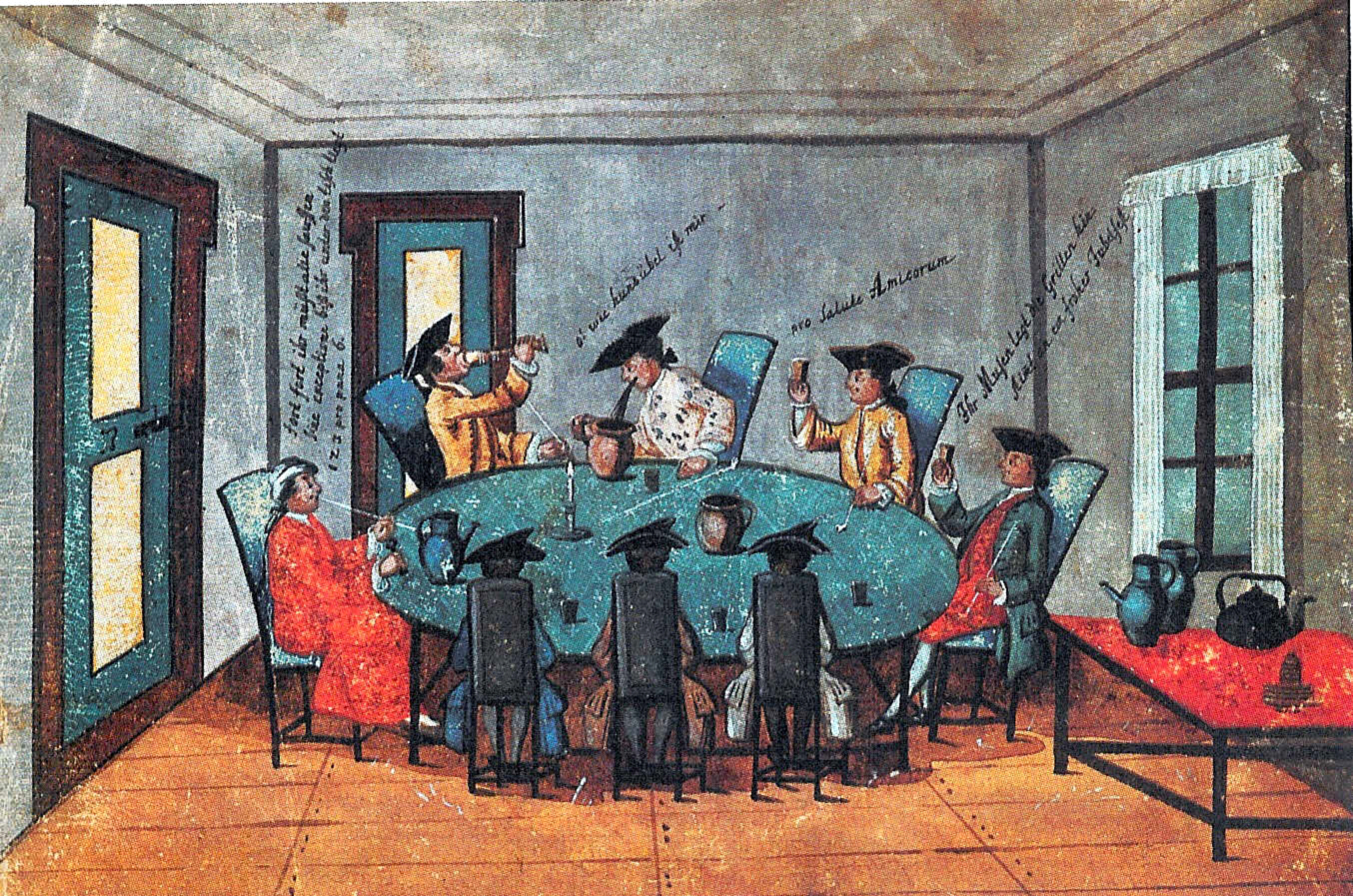
Zechende Studenten
(Stammbuchmalerei um 1750)

Von Grimmelshausen ist die Äußerung überliefert, dass beim so genannten Zutrinken oft regelrecht „der Angstschweiß ausbrach, doch es musste gesoffen sein“, um sich keine Blöße zu geben oder geächtet zu werden. Adlige Herren hatten den Vorteil, dass sie mitunter ersatzweise ihre Diener vorschicken konnten, die dann in ihrem Namen mittrinken mussten. Dahinter stand teilweise auch die Angst, beim Trinken vergiftet zu werden.
Wenn auch in anderen europäischen Ländern viel getrunken wurde, so hatten sich gerade die Deutschen im Laufe des Mittelalters den Ruf erworben, besonders trinkfreudig zu sein. So gibt es eine Anekdote, dass Kaiser Karl V. bei einem Spaziergang mit spanischen Adligen voller Stolz auf seine Leibgarde wies und sagte: „Sehet, sein die Teutschen nicht wackere, starke, ansehnliche, gerade Männer?“ Worauf ein Spanier erwidert haben soll: „Es ist wahr […], wenn sie nur nicht so sehr söffen.“ Dabei gab es der Überlieferung zufolge gewisse regionale Unterschiede. Im 16. Jahrhundert hatten die Provinzen Sachsen, Mark Brandenburg, Pommern, Mecklenburg und andere Regionen in Norddeutschland im Volksmund den Beinamen „die großen Trinklande“ wegen des angeblich besonders ausgeprägten Alkoholkonsums.
Nicht nur der Adel sprach bei entsprechenden Anlässen reichlich dem Alkohol zu, sondern auch Bauern und Handwerker. Die Zünfte verfügten eigens über Trinkordnungen, auch Komment genannt. Vor allem die Gesellen zeigten des Öfteren einen Hang zu ausgiebigen Zechgelagen, was entsprechende Anordnungen der Obrigkeit nach sich zog, in denen zum Beispiel die Gewohnheit, am Montag der Arbeit fernzubleiben, mit Strafen bedroht wurde. Die Entstehung des Ausdrucks Blauer Montag, in den wissenschaftlichen Wörterbüchern meist aus der liturgischen Farbe des arbeitsfreien Fastenmontags abgeleitet, wird zuweilen auch mit dem Trinken der Handwerker an den Blauen Montagen in Verbindung gebracht.

#### Neuzeit

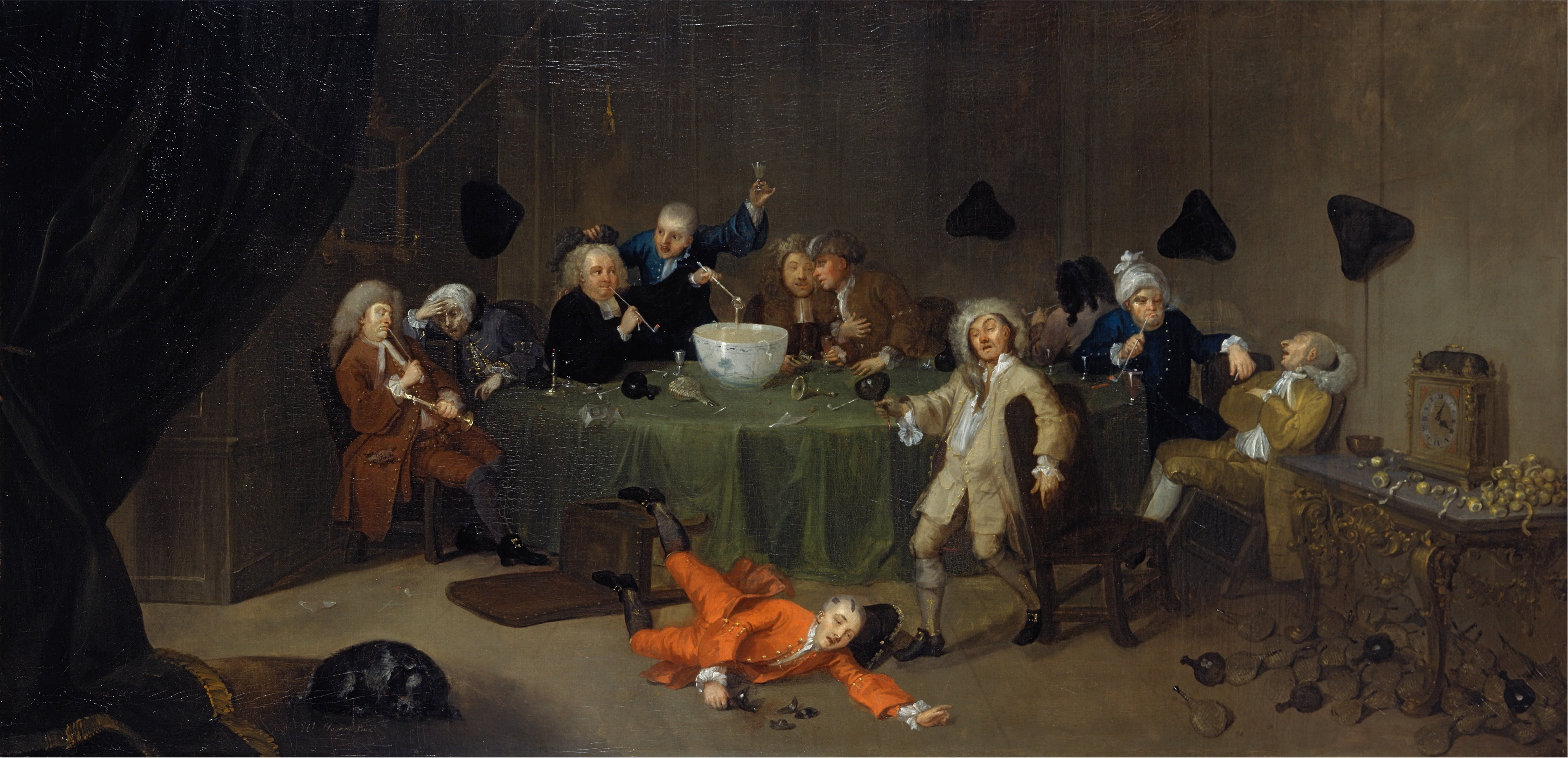
Nächtliches Trinkgelage, Gemälde von 1731

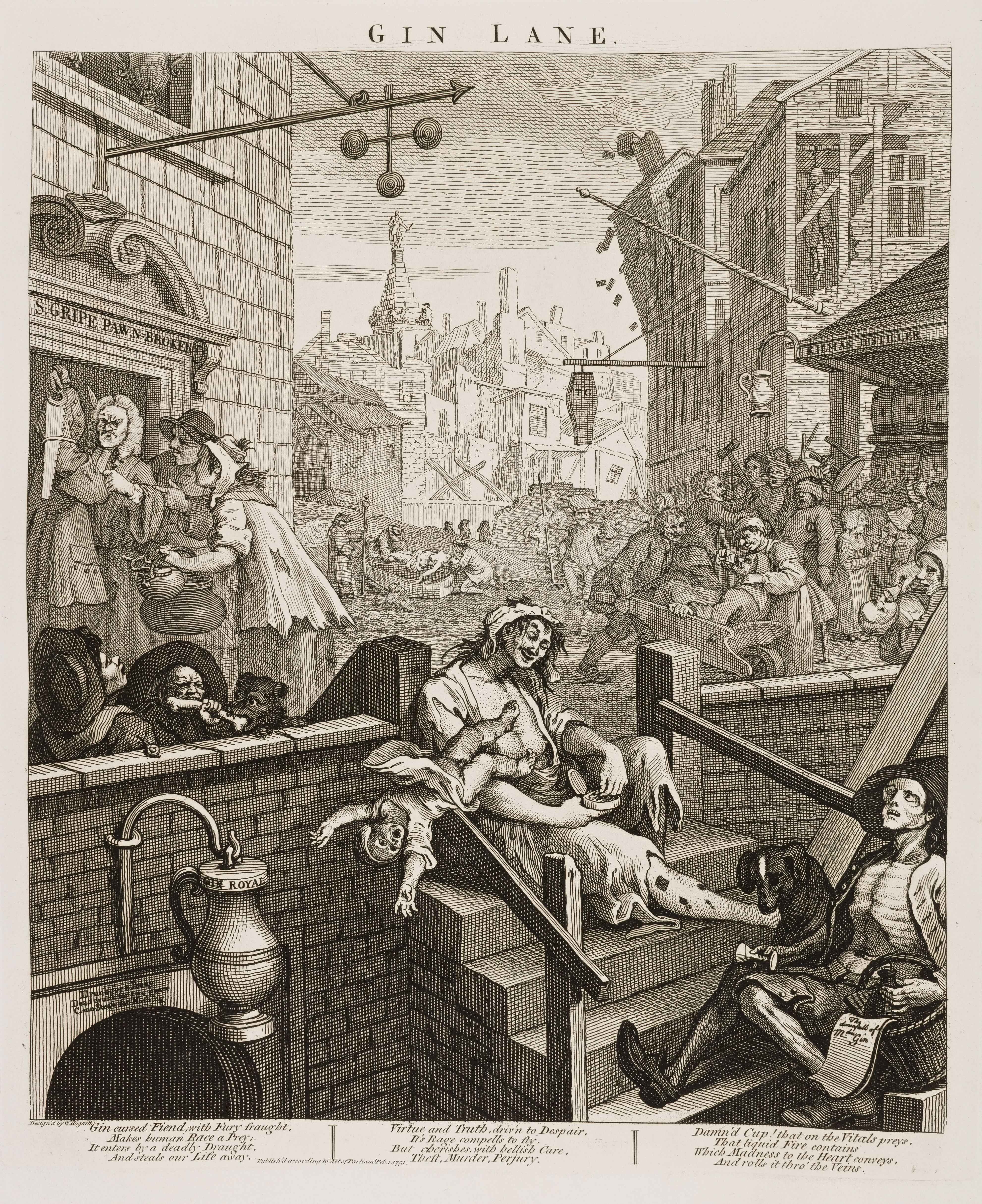
Gin Lane. Der Stich von William Hogarth thematisiert die englische Gin-Epidemie 1750.

Vor allem seit dem 16. Jahrhundert gingen weltliche und geistliche Obrigkeit mit Verordnungen gegen diese Trinksitten vor. Ein Teil der sogenannten Trinkstuben wurde geschlossen, die Schankzeiten wurden verkürzt. Kaiser Friedrich III. trank nur zum Abendessen Wein, der mit Wasser vermischt war. Sein Sohn Maximilian I. verbot das übliche Zutrinken, also das Trinkduell, mehrfach per Reichsabschied – erfolglos. Die Fürsten verweigerten in diesem Punkt die Gefolgschaft, und zwar schon ganz demonstrativ auf den Reichstagen.
Im 16. Jahrhundert wurden Vereinigungen für Adelige gegründet, die Mäßigkeit beim Trinken propagierten. So gab es die Brüderschaft der Enthaltsamkeit und den Orden der Mäßigkeit. Der bekannteste Orden war der Temperenzorden, den Landgraf Moritz von Hessen im Jahr 1600 stiftete. Die Statuten verpflichteten die Mitglieder, sich zwei Jahre lang nicht „voll zu saufen“ und nicht mehr als sieben Becher Wein zu einer Mahlzeit zu trinken. Es ging also keineswegs darum, dem Alkoholgenuss ganz zu entsagen, sondern lediglich um das Vermeiden des sonst fast unvermeidlichen Vollrausches. Die meisten Vereinigungen lösten sich jedoch nach einiger Zeit wieder auf, eine Breitenwirkung hatten sie nicht.
Friedrich I. von Preußen erließ 1711 erneut ein Allgemeines Edict wegen der Abstellung des Voll-Sauffens. Vor allem führende Köpfe des Protestantismus und des Calvinismus predigten gegen die Gewohnheit des übermäßigen Trinkens. Von Martin Luther ist das Zitat überliefert: „Es muß ein jeglich Land seinen eigenen Teufel haben [… und] unser Deutscher Teufel wird ein guter Weinschlauch seyn, und muß Sauff heißen, daß er so durstig und hellig ist, der mit so großem Sauffen Weins und Biers nicht kann gekühlt werden […]“ Auch der Klerus beteiligte sich den Überlieferungen zufolge an Trinkgelagen und lebte keineswegs grundsätzlich mäßig.
Krünitz hielt die verstärkte Übernahme französischer Sitten und die allgemeine Verfeinerung des sozialen Lebens in Adelskreisen für einen wesentlichen Grund dafür, dass der Alkoholkonsum im 18. Jahrhundert zumindest in dieser Schicht merklich zurückging. Es kamen Tanzgesellschaften in Mode, bei denen mit Rücksicht auf die Damen vor allem Tee, Limonade und Punsch getrunken wurde.
„Unter den übrigen Völkern der neueren Zeit kommen die Russen und Polen in der Trinksucht den alten Deutschen am nächsten“, heißt es bei Krünitz. Die polnische Oberschicht berausche sich regelmäßig an Wein und Likör, die Bauern an Bier und Branntwein. Allerdings tränken auch Vornehme mitunter bereits zum Frühstück Branntwein. Gebe jemand eine private Gesellschaft, so sei es seine Pflicht als Gastgeber, auf das Wohl jedes Gastes bei dessen Ankunft ein Glas zu leeren. Bei Tisch würden nach der Suppe die ersten Trinksprüche ausgebracht, und es folgten oft zehn oder zwölf dieser Runden. Die russische Oberschicht trank im 18. Jahrhundert vor allem Wein aus Frankreich und Spanien, hochprozentige Spirituosen wurden nur vom einfachen Volk getrunken, vor allem Wodka, aber auch Hirsebier und Kwas. Peter der Große führte 1714 die als Abschreckung gemeinte Medaille für Trunkenheit ein.
Ausgeprägte Trinkfreudigkeit bescheinigte Krünitz auch Engländern und Schotten. Der englische Adel bevorzuge portugiesische und spanische Weine, daneben heimisches Bier wie Ale und Porter. Als beliebte Getränke werden außerdem Punsch und Grog genannt. „Ueberhaupt lieben die Engländer die Trinkgelage; sie essen daher sehr schnell bei ihren Gastmahlen […], um, sobald das Tischtuch abgenommen worden, die Porterbier- und Weinflaschen aufzupflanzen.“ Die zunehmende Popularität des Teetrinkens lasse in den Oberschichten aber allmählich den Alkoholkonsum zurückgehen. Nach einer Gesellschaft betrunken unter dem Tisch zu liegen, gehöre mittlerweile zum „schlechten Ton“. In Schottland tränken Männer wie Frauen gleichermaßen Whisky-Punsch in großen Mengen bis zur Trunkenheit, die quasi alltäglich sei. In Irland trinke nur das einfache Volk übermäßig.
Die Skandinavier nannte Krünitz ebenfalls als starke Trinker. In Schweden werde schon die Mittagsmahlzeit mit einem Glas Branntwein begonnen, um die Verdauung anzuregen. In Dänemark sei Eyerschnaps sehr beliebt, heute als Eierlikör bekannt. Ansonsten bescheinigt die Enzyklopädie den Dänen ebenso wie den Holländern, eher mäßig im Trinken zu sein, ähnlich den südeuropäischen Nationen.
Im 18. Jahrhundert wurde der Branntwein, der lange Zeit in Apotheken als Heilmittel in kleinen Dosen verkauft worden war, in Deutschland bei den unteren Schichten populär. Er wurde jetzt als Schnaps aus Kartoffeln statt aus Getreide hergestellt und war dadurch viel billiger als Bier oder Wein. Außerdem verdrängte er Hungergefühle und wärmte vermeintlich in der kalten Jahreszeit. Der sich bei den Ärmeren immer mehr ausbreitende übermäßige Konsum wurde mit dem Begriff Branntweinpest bezeichnet und im 19. Jahrhundert zunehmend verurteilt und bekämpft. In England gab es ein ähnliches Phänomen unter dem Namen Gin-Epidemie bereits im 18. Jahrhundert. Branntwein und Gin waren billig und deutlich hochprozentiger als andere Alkoholika; sie galten bald als „Gesöff des Pöbels“. Erstmals wurde zwischen „gutem Alkohol“ und „schlechtem Alkohol“ unterschieden, und es erschienen die ersten Veröffentlichungen zum Alkoholismus; vorher war Alkoholkonsum nie mit Krankheit in Verbindung gebracht worden.
Durch den vermehrten Ausschank von Schnaps änderten sich die Trinksitten insofern, als der Rausch jetzt deutlich schneller eintrat als bei Wein oder Bier. In den „besseren Kreisen“ diente Alkoholkonsum nun nicht mehr als Form des Duells. Einige Historiker vertreten die Ansicht, dass die Industrialisierung einen deutlichen „Ernüchterungseffekt“ hatte, denn die Arbeit in den Fabriken ließ sich zwar mit einem gewissen Alkoholpegel besser ertragen, in betrunkenem Zustand war sie jedoch nicht zu bewältigen und führte zur Entlassung oder zu Arbeitsunfällen. In Deutschland und in England gewann die Abstinenzbewegung im 19. Jahrhundert an Einfluss auf die öffentliche Meinung zu Alkoholkonsum und Rausch. Die allgemeine Einführung der in Bayern schon lange üblichen untergärigen Biere mit höherem Alkoholgehalt führte im 19. Jahrhundert zur verstärkten Hinwendung auch des nord- und ostdeutschen Bürgertums zu diesem Getränk. 1887 wurde im Deutschen Kaiserreich die Branntweinsteuer stark erhöht, was den Konsum schlagartig um 40 Prozent sinken ließ.
Die Konsumstatistiken zeigen auch, dass der Alkoholkonsum in dem Maße zurückging, in dem Kaffee populär und zu einem Volksgetränk wurde. Alkohol wurde dagegen allmählich vom Alltagsgetränk zum Genussmittel.

### Schichtspezifische Trinkkultur

#### Bauern
Die bäuerliche Trinkkultur entsprach in Deutschland bis ins 19. Jahrhundert hinein den Trinksitten, die jahrhundertelang für alle Schichten verbindlich waren, nämlich dem Zutrinken, vor allem auf die Gesundheit, den wiederholten Trinkrunden in Gesellschaft und dem Bruderschaftstrinken. „Trunkenheit und trunkenes Benehmen galten in der bäuerlichen Welt nicht als peinlich oder anstößig […] Auf den bäuerlichen Festen war ein Rausch […] allgemein angestrebtes Ziel; ein Zustand, der von Frauen und Männern gleichermaßen gesucht wurde.“
Bis ins 18. Jahrhundert hinein war Bier das Alltagsgetränk für die Bauern. Für den täglichen Gebrauch brauten sie lange Zeit selbst, nur für Feste mussten sie das Bier von einer Brauerei beziehen. Die Brauperiode ging von November bis Februar. Nach 1800 verdrängte der Branntwein zunehmend das Bier in seiner Bedeutung.
Starkes Bier wurde vor allem auf den Festen und bei bestimmten Anlässen getrunken. Zur Verlobung war in Norddeutschland das Lobelbier obligatorisch. Die Hochzeit begann mit einem gemeinsamen Umtrunk noch vor dem Gang zur Kirche, und nach dem Hochzeitsessen wurde dann bis in den Morgen hinein getanzt und getrunken. Bei einer Taufe waren die Eltern verpflichtet, die Verwandten und die Hebamme zum Trinken einzuladen, dem Kindelbier. Nach einer Beerdigung gab es das Grabbier.

#### Handwerker
Wie bei den Bauern blieben die alten Trinksitten auch in den Zünften der Handwerker lange Zeit erhalten, vor allem bei den Gesellen, die diverse Trinkrituale pflegten. Jede Gesellenbruderschaft hatte detaillierte Trinkregeln und Strafen für Regelverstöße bei Trinkgelagen. Der so genannte „Blaue Montag“ als arbeitsfreier Tag, an dem gemeinsam getrunken wurde, galt als Recht der Gesellen, das seit dem 18. Jahrhundert aber zunehmend in Frage gestellt wurde. 1857 hieß es in einer Hamburger Zeitung, die Gesellen „entzogen sich an allen Montagen des Jahres der Arbeit, begingen an denselben allerlei Unordnungen und Ausschweifungen, machten das Feiern des Blauen Montags zur Corporationssache, straften diejenigen ihrer Mitgesellen, welche den Tag nicht auf der Herberge zubrachten und nötighten alle Anwesenden zum Zechen […]“.

### Trinksitten

#### Toast

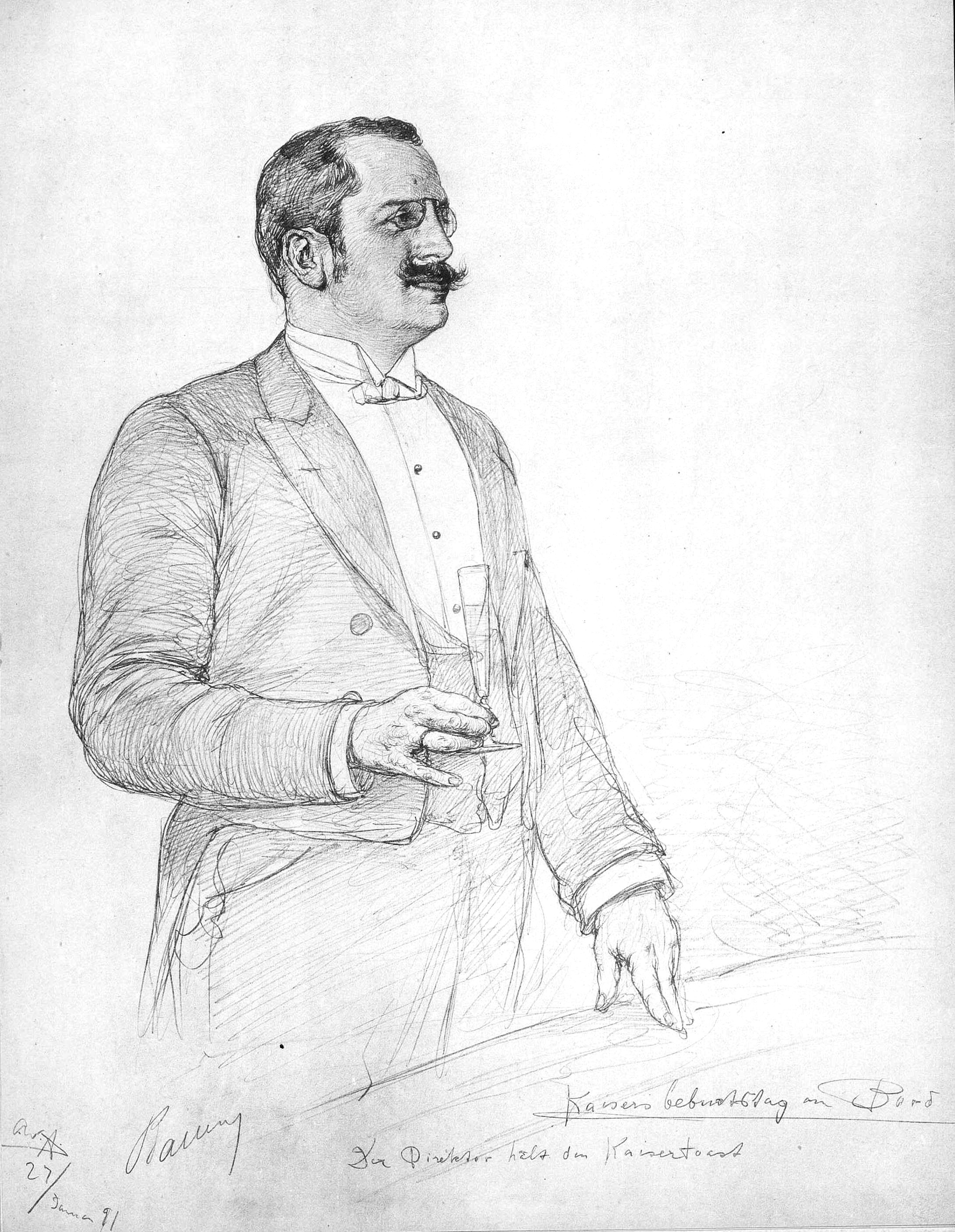
Albert Ballin bei einem Toast auf den Deutschen Kaiser

Eine kurze Ansprache zu Ehren einer anwesenden oder abwesenden Person, gefolgt von einer Aufforderung an die Anwesenden, ihr Glas zu erheben, wird als Toast bezeichnet. Dieser wird insbesondere bei festlichen Anlässen gebraucht. Im Anschluss an die Ansprache trinken die Teilnehmer gemeinsam.

#### Anstoßen

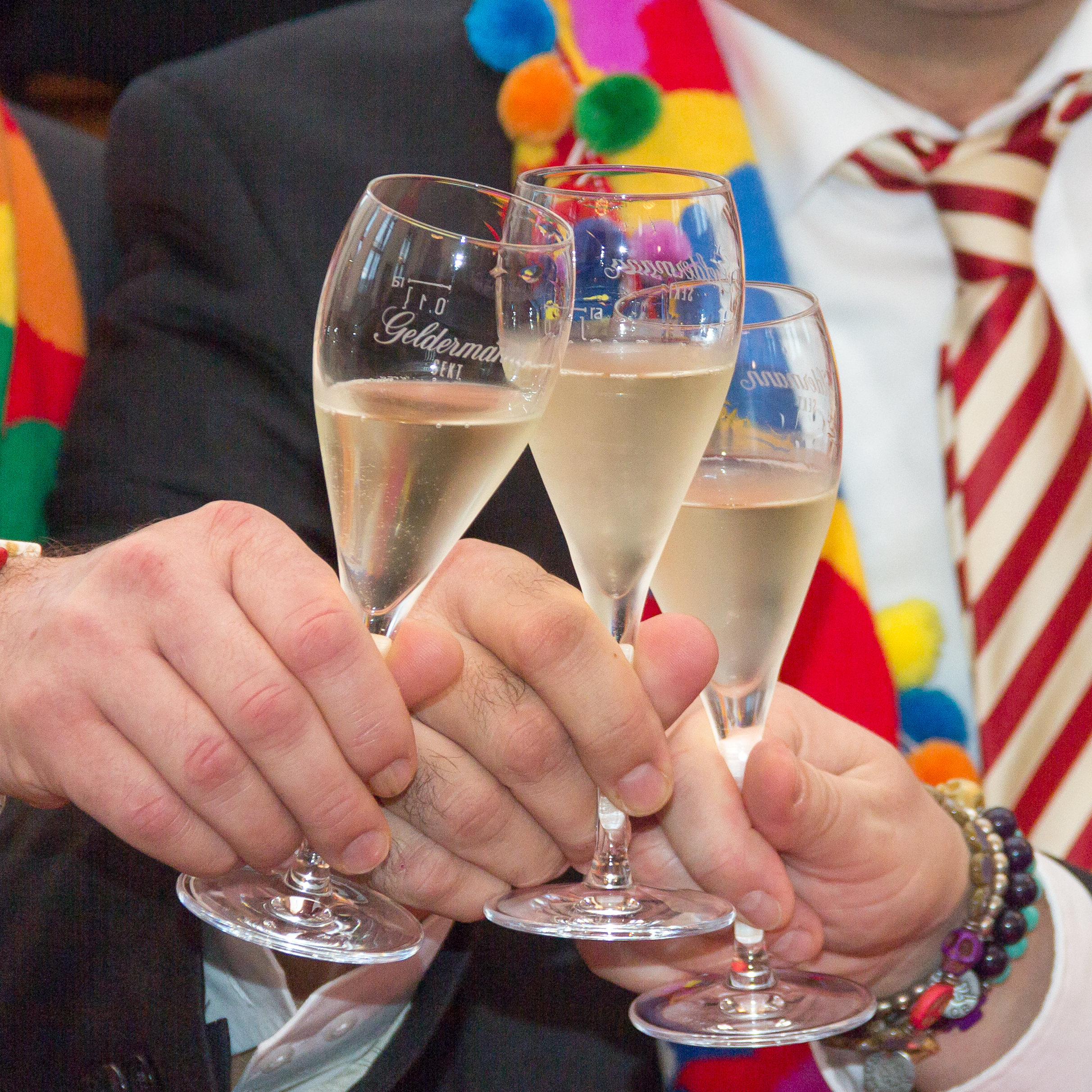
Anstoßen mit Sektgläsern

Beim Anstoßen erheben alle trinkenden Personen ihr Trinkgefäß zur Mitte, sodass sich diese schwunghaft berühren und klirrend aneinander stoßen. Üblicherweise wird dieser Vorgang noch mit gängigen Trinksprüchen (siehe auch Prosit) begleitet. Häufig wird dieses Ritual auf einen angeblichen mittelalterlichen Brauch zurückgeführt, mit der sich eine Vergiftung durch die Trinkgefährten verhindern lassen sollte, indem sich beim Anstoßen einige Tropfen aus den Gefäßen vermischten. Dies war jedoch aller Wahrscheinlichkeit nach keine für diesen Zweck geeignete Methode; viel effektiver war dafür das lange Zeit übliche Trinken aller Mitglieder einer Tischrunde aus einem oder mehreren gemeinsamen Gefäßen. Eine Variante hiervon ist das Zuprosten, bei dem über längere Distanzen hinweg das Glas sichtlich gehoben und damit ein Anstoßen angedeutet wird, ohne dass sich die Gläser berühren.

#### Studentenverbindungen
Eine entwickelte Trinkkultur stellt die alltägliche Flüssigkeitsaufnahme in den Dienst einer höheren Sache, zum Beispiel in die Pflege der Sozialbeziehungen der gemeinsam Trinkenden (siehe auch Ritual). Alkoholische Getränke werden hier oft als besonders wirksam erachtet. Die einfachste Form ist das „Zuprosten“ und zeitgleiche Trinken, zu zweit oder in größeren Gruppen, oft nach einer Ansprache (engl. toast), auf das gegenseitige Wohl oder auf einen oder mehrere Dritte.

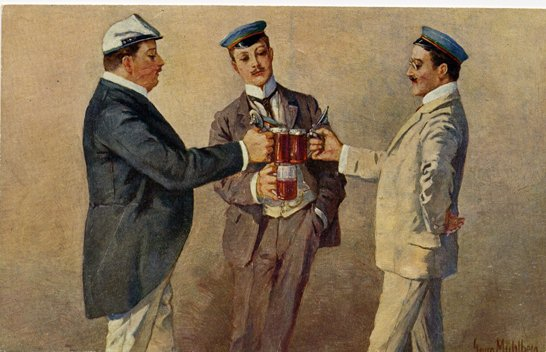
Bierduell (Georg Mühlberg, um 1900)

Im deutschsprachigen Raum hat sich die ausgeprägteste Form von sozialverstärkender Trinkkultur bei den Studentenverbindungen erhalten, die im Laufe des 19. Jahrhunderts aus dem zwanglosen abendlichen Essen, Trinken und Rauchen die mehr formellen Veranstaltungsformen Kneipe und Kommers entwickelt haben.
Eine besonders ritualisierte Form des Zutrinkens ist der Schoppensalamander, der auf eine Trinksitte vermutlich des 18. Jahrhunderts zurückgeht.
Typisch für die Entwicklung der Studentenverbindungen in Deutschland besonders in der zweiten Hälfte des 19. Jahrhunderts sind geschriebene Bier-Comments, die das Trinkverhalten auf der Kneipe im Detail regelten – bis hin zu strengen Sanktionen bei Fehlverhalten. Jugendlicher Übermut führte dabei auch zur Entwicklung des noch heute vielfach durchgeführten „Bierjungen“.

#### Wettsaufen
Als Binge Drinking wird im englischen Sprachraum übermäßiger Alkoholkonsum bis zum Kontrollverlust, mitunter bis zur Bewusstlosigkeit
verstanden. Die sinngemäße Übersetzung wäre Kampftrinken oder Wetttrinken, die historische Entsprechung ist das Trinkgelage. Am ausgeprägtesten ist die Erscheinung des Binge Drinking in Irland, Großbritannien und den USA, obwohl es in den letzten Jahren auf dem europäischen Kontinent bei jungen Leuten zunehmend populär wird.
Der Historiker Wolfgang Schivelbusch vertritt die Ansicht, dass sich in den unteren Schichten der mitteleuropäischen Bevölkerung die Trinksitten des Mittelalters teilweise bis heute gehalten haben. Die alten Rituale des Zutrinkens und Wettsaufens hätten gerade im Arbeitermilieu nach wie vor eine Bedeutung. Dies ist als ein Erklärungsansatz für Binge Drinking zu sehen, obwohl es die unterschiedliche Ausprägung in verschiedenen Ländern nicht erklärt.
Aufschlussreicher ist ein Erklärungsansatz von Roderick Phillips: „In der zweiten Hälfte des 18. Jahrhunderts verbreitete sich unter den englischen Männern der besseren Gesellschaft eine Trinkkultur, in der viel galt, wer viel vertrug.“ In dieser Zeit entstand die Redewendung „betrunken wie ein Lord“. Die britische Trinkkultur der Oberschichten entwickelte sich demnach in eine andere Richtung als die derselben Schichten auf dem Kontinent, die ihren Alkoholkonsum allmählich reduzierten.

#### Kneipenrunde
Das Ritual, sich gegenseitig zu einem alkoholischen Getränk einzuladen und dadurch eine Form der Verbundenheit herzustellen, ist Studien zufolge fast universell verbreitet. Im deutschen Sprachgebrauch stehen die Begriffe „einen ausgeben“ oder „eine Runde ausgeben“ für diesen Brauch. Auch für diese Trinksitte gibt es ungeschriebene Regeln, die interessanterweise wiederum in allen untersuchten Ländern übereinstimmen, in den USA ebenso wie in Europa und in Australien.
Die Feststellungen der amerikanischen Soziologin Sherri Cavan über die Regeln einer Trinkrunde sind daher als allgemeingültig anzusehen: „Wenn einmal erklärt worden ist, daß eine Runde beginnt, sind alle Teilnehmer verpflichtet, mitzuhalten, und zwar unabhängig von ihrer persönlichen Stimmung im Augenblick. Man kann in dieser Situation nicht darauf bestehen, nur für sich selber zu zahlen. Wenn einer aus der Gruppe nach der ersten Runde das Lokal verlassen muß, so wird er in der Regel erklären, daß er die erste Runde ausgeben wird […] Obwohl es ihm gegenüber eine gewisse Ungerechtigkeit darstellt, mehr Getränke zu bezahlen als er selber trinken kann, wird die Gruppe sein Angebot annehmen, oder aber ein anderer Rundenteilnehmer erklärt sich bereit, die erste Runde zu übernehmen und dem, der bald das Lokal verlassen muß, ein Glas gleichsam als Geschenk zu zahlen. […] Wenn das Rundentrinken begonnen hat, ist jeder Teilnehmer verpflichtet, mindestens eine Runde zu übernehmen. Das heißt, wenn eine Gruppe aus vier Teilnehmern besteht, müssen mindestens vier Runden absolviert werden. Danach kann dann entweder ein neuer Zyklus von Runden beginnen, oder die Teilnehmer trinken auf eigene Kosten weiter. […]“
Beim Ritual der Trinkrunde handelt es sich de facto nicht um eine Geste des Schenkens, sondern um eine Form von Tauschgeschäft, denn jeder bezahlt im Prinzip für die Menge, die er trinkt. Eine Ausnahme stellt nur die so genannte „Lokalrunde“ dar.

### Der Trinkort

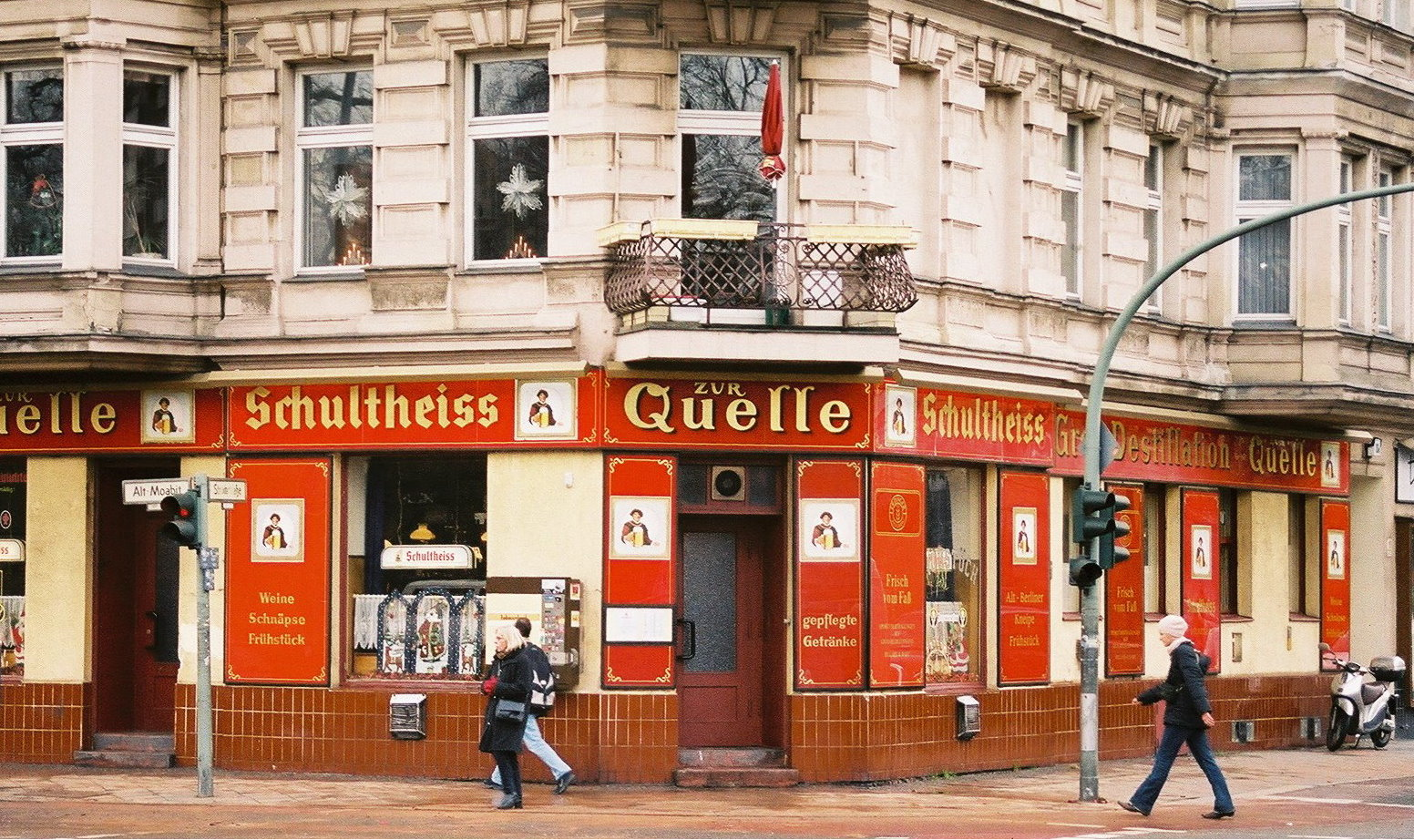
Alt-Berliner Eckkneipe in Moabit

Alkohol wird fast immer in Gesellschaft getrunken. Sehr häufig geschieht das in einer Kneipe. Für das Verhalten in einem Trinklokal gelten wiederum bestimmte ungeschriebene Regeln. „Alle hier Anwesenden, gleichgültig, ob sie sich kennen oder nicht, haben das Recht, den anderen in eine Unterhaltung zu verwickeln und die Pflicht, sich ihrerseits ansprechen zu lassen. Während an allen anderen Orten der Kontakt zu Unbekannten normalerweise eingeschränkt ist, stellt die allseitige Aufgeschlossenheit und Ansprechbarkeit die Grundregel der Kneipe dar […].“
Der Kneipenbesitzer oder Gastwirt hat eine besondere Rolle, denn einerseits fungiert er als Gastgeber, andererseits ist er ein Kaufmann, denn er verlangt Geld für die Getränke. Schivelbusch spricht von der „Kommerzialisierung der Gastfreundschaft“. Ein Vorläufer der Kneipe war das Gasthaus, das früher immer zugleich Restaurant, Ausschank und Herberge war. Ein anderer Vorläufer war die Schänke. Im Gasthaus war der Gastraum bis weit in die Neuzeit hinein nicht getrennt von der Küche und den Privaträumen des Gastwirts; diese Trennung vollzog sich erst um 1800.
Der heute für Kneipen typische Tresen, auf Englisch bar, kam erst um 1900 in England auf als Pendant zum Ladentisch in Geschäften. Bald etablierte sich die Sitte, an der Theke stehend zu trinken, statt sich zu setzen. Das lag auch an der wachsenden Popularität von Spirituosen wie Branntwein und Gin, die in einem Zug gekippt werden, was bei Bier und Wein üblicherweise nicht der Fall ist. Die englischen Gin Palaces des 19. Jahrhunderts bezeichnet Schivelbusch als „Trink-Fabriken“, in denen innerhalb einer Stunde 400 Kunden „abgefertigt“ werden können.
Karl Kautsky erklärte 1890: „Das englische Wirtshaus ist ganz anders organisiert, als das deutsche […] (Es) ist nur ein Laden, in dem geistige Getränke verkauft werden; es ist so eingerichtet, daß Niemand sich versucht fühlt, länger drin zu bleiben, als absolut nothwendig, sein Glas zu leeren […] Von einer Geselligkeit, einem Austausch der Gedanken ist da keine Spur.“ Das Prinzip der englischen Pubs war also das der Umsatzmaximierung.
In England nehmen seitdem die meisten Gäste ihre Getränke am liebsten am Tresen ein, während das in Deutschland üblicherweise nur die Stammgäste tun. Daraus lässt sich schließen, dass die Verweildauer in deutschen Kneipen höher ist als in englischen.

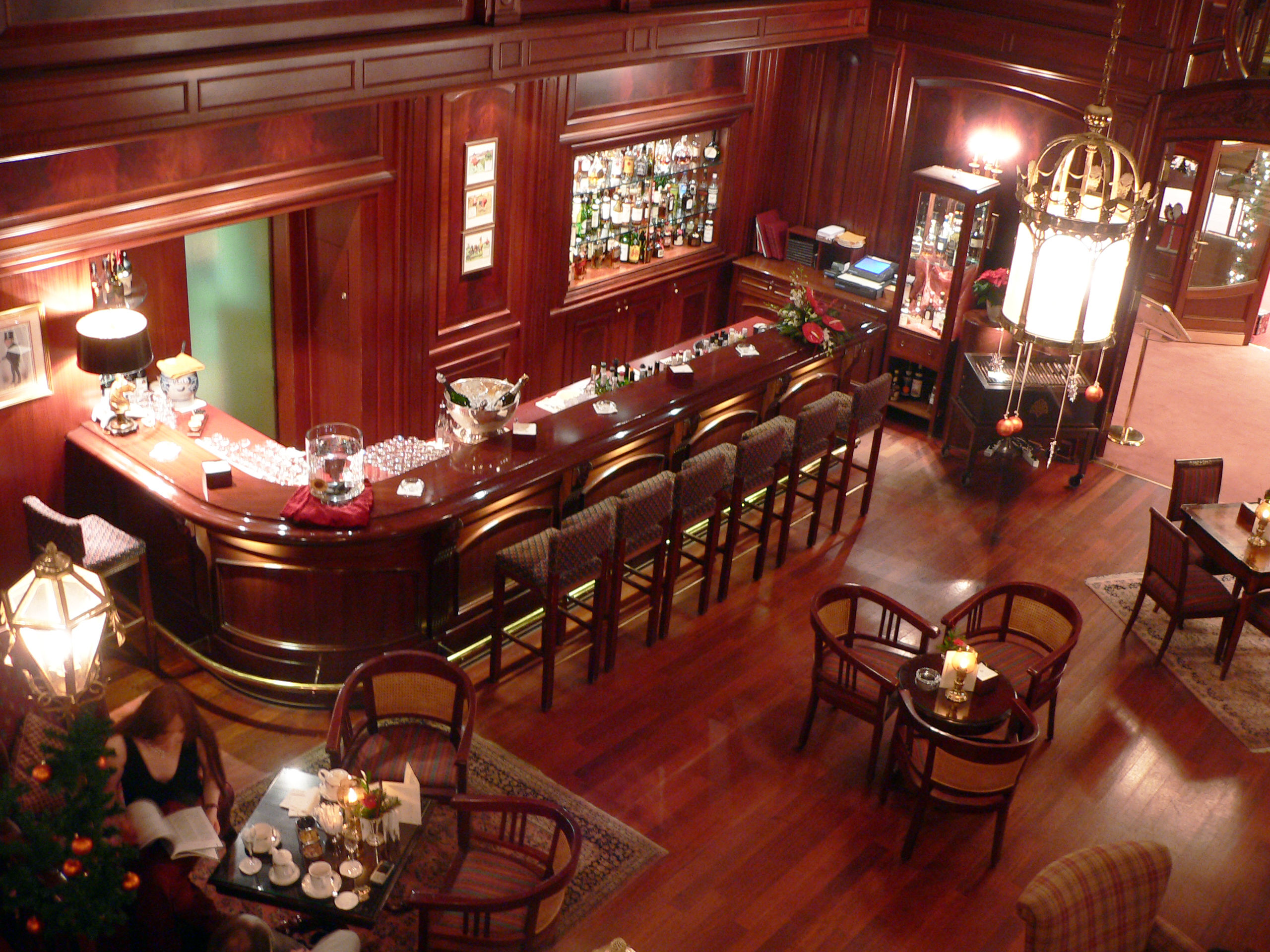
Bar in einem Hotel

In Deutschland entstanden im 19. Jahrhundert unterschiedliche Trinkorte für verschiedene Schichten und unterschiedliche Bedürfnisse. Die Gaststätten boten neben alkoholischen Getränken auch Speisen an, es gab Kneipen für Arbeiter, Künstlerkneipen, Stehbierhallen für eilige Konsumenten und so genannte Bierpaläste der Brauereien, in denen es ausschließlich das hauseigene Bier gab und dazu preiswerte Gerichte. In den großen Sälen fanden auch häufig Versammlungen und Veranstaltungen statt, stets mit Bierausschank. In München war das Hofbräuhaus die erste Einrichtung dieser Art, in Berlin das Tivoli, in Bremen die Thon-Halle. 1892 eröffneten die Brüder Aschinger in Berlin die erste Bierquelle, 20 Jahre später gab es davon rund 50 in der Hauptstadt. Das Erfolgsrezept bestand in preiswerten Standardgerichten wie Erbsen mit Speck und frischem Bier vom Fass. Die Gäste suchten hier keine Gemütlichkeit, sondern wollten möglichst schnell etwas essen und trinken. Außerhalb Münchens nahm die Popularität der Bierhallen nach dem Ersten Weltkrieg spürbar ab.

### Trinketikette
Da das Trinken in Gemeinschaft immer auch eine soziale Funktion hat, entstanden bereits früh Regeln für das gemeinsame Trinken, etwa zur Reihenfolge beim Zutrinken. Mit der Entstehung von Benimmregeln für das Verhalten bei Tisch kamen auch Vorschriften für das Trinken auf, die man als Etikette bezeichnen kann. Diese Vorschriften variieren je nach Kulturraum und waren auch einem historischen Wandel unterworfen. Heute gibt es vor allem für den Genuss von Wein eine spezielle Trinketikette, deren Kenntnis bei Weinkennern vorausgesetzt wird.
Für verschiedene Weintypen gibt es unterschiedlich geformte Weingläser, die Auswahl ist nicht dem individuellen Geschmack vorbehalten. So soll zum Beispiel Burgunder in einem Ballonglas serviert werden, Bordeaux dagegen in einem eher tulpenförmigen, um den Geschmack zu optimieren. Im Restaurant überprüft zunächst der Kellner die Qualität des Weins, ehe der Gast einen obligatorischen Probeschluck nimmt. Bei größeren Gesellschaften wird (sofern vorhanden) zunächst dem Ehrengast eingeschenkt, danach den Damen und dann den Herren, zum Schluss dem Gastgeber. Es ist nicht üblich, die Weingläser ganz zu füllen, sondern höchstens bis zur Hälfte; nachgeschenkt wird, ehe das Glas völlig leer ist.
Das Glas wird nur am Stiel gehalten, nicht am Korpus und auch nicht am Fuß. Kenner schwenken den Wein zunächst im Glas, wobei die Etikette für Rechtshänder das Schwenken gegen den Uhrzeigersinn vorschreibt. Wiederholtes Anstoßen gilt als unpassend, es sollte nur einmal zu Beginn erfolgen, wobei nur mit den gleichen Getränken angestoßen werden soll, also nicht Bier mit Wein; Wasser gilt dagegen als neutral. Ansonsten wird Zuprosten ohne Gläserkontakt empfohlen.

## Kaffee

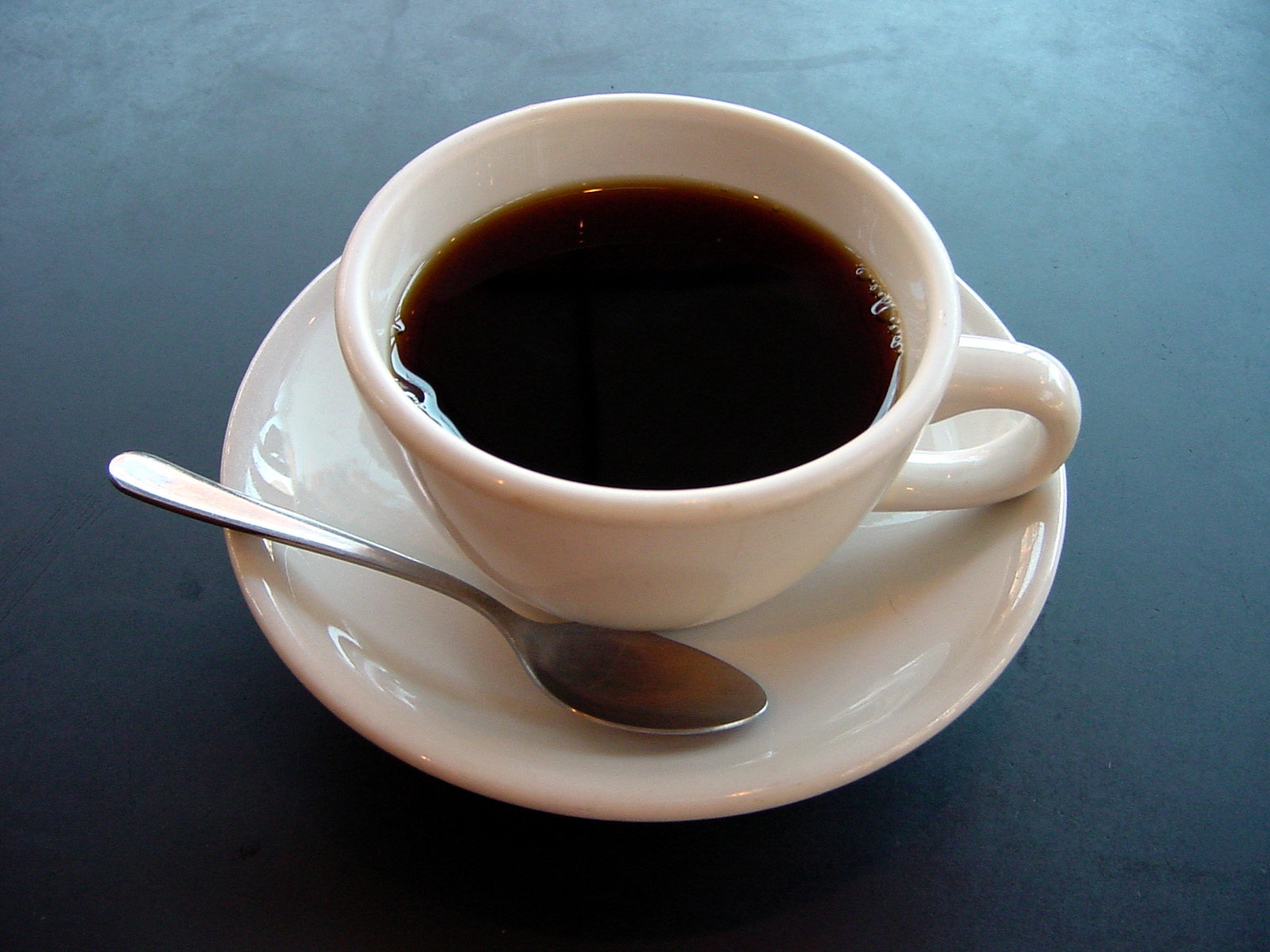
Tasse mit Kaffee

Der Kaffee kam im 17. Jahrhundert nach Europa. Zunächst blieb sein Konsum auf den Adel beschränkt, denn er war sehr teuer. Im Laufe des 18. Jahrhunderts wurde er dann auch zu einem beliebten Getränk des Bürgertums und begann, Wein und Bier zu verdrängen. Wurde vorher in allen Schichten zum Frühstück eine Biersuppe gegessen, aß man nun Brot und trank dazu Kaffee. In den unteren Schichten war im 19. Jahrhundert aber auch die Kaffeesuppe weit verbreitet. Das neue Heißgetränk wurde zum typischen Getränk der Aufklärung, er galt als Wachmacher und Ernüchterer im Gegensatz zum berauschenden Alkohol. Außerdem schrieb man ihm gesundheitsfördernde Eigenschaften zu. Allerdings gab es auch kritische Stimmen. Krünitz zitiert einen anonymen Schriftsteller, der 1782 geschrieben habe: „König Friedrich (von Preußen, erg.) ward noch mit Biersuppen erzogen, aber die Kinder von tausend seiner Unterthanen schon mit Kaffee. […] Und so ward allmählich diese Thee- und Kaffeesauferey zu einem Verderben, welches die Gesundheit schwächte, weibische Schlappheit und Empfindeley ausbreitete, viele Haushaltungen mit zu Grunde richtete, das Mark der Nation anfraß, und jährlich an vierundzwanzig Millionen Gulden aus Deutschland schleppte.“
Die Einführung des Kaffees veränderte eindeutig die Trinkkultur in Mitteleuropa, der Alkoholkonsum der oberen Schichten ging deutlich zurück. Interessant ist, dass Tee offenbar nicht die gleiche Funktion übernahm, denn in England änderte sich der Alkoholkonsum nicht.
Im 19. Jahrhundert entstanden zahlreiche bürgerliche Abstinenz- und Mäßigkeitsvereine zur Bekämpfung des Alkoholismus, vor allem der unteren Schichten. Auf ihre Initiative hin wurden so genannte Volkskaffeehallen in zahlreichen Städten gegründet, in denen nur Kaffee ausgeschenkt wurde, kein Alkohol. 1888 gab es solche Hallen in 28 deutschen Städten. Der Erfolg war aber wohl eher bescheiden. Die Arbeiter gründeten ihre eigenen Kaffeestuben, in Frankreich café poulaire genannt, in denen es eben doch Alkohol gab. Die ärmere Bevölkerung trank im Allgemeinen auch keinen echten Bohnenkaffee, sondern Ersatzkaffee aus Surrogaten, vor allem aus Zichorie.

### Kaffeehäuser

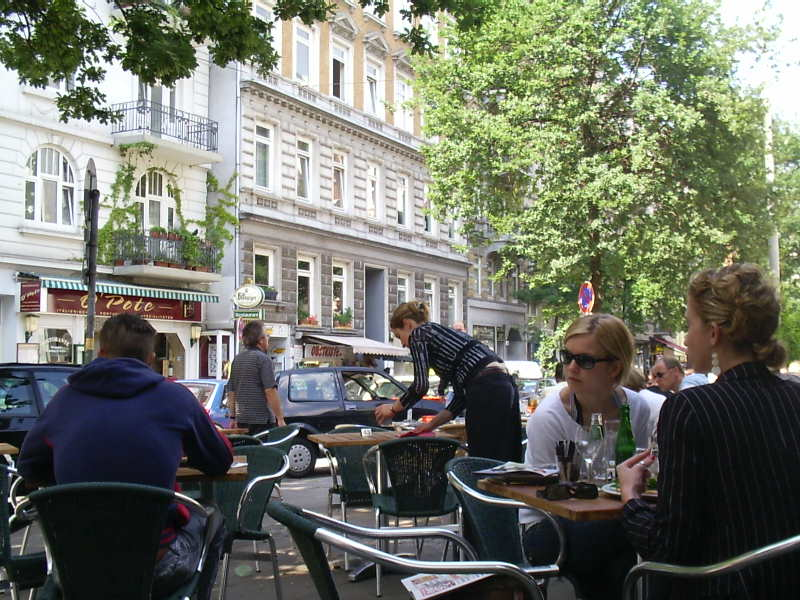
Straßencafé in Hamburg, Lange Reihe

Zeitgleich mit den ersten Kaffeeimporten entstanden in Europa im 17. Jahrhundert auch die ersten Kaffeehäuser; das erste wurde 1647 in Venedig eröffnet. Das erste deutsche Kaffeehaus wurde 1673 in Bremen gegründet. Damit war in Konkurrenz zur Gaststätte ein neuer Trinkort entstanden, der bis zur Mitte des 19. Jahrhunderts ausschließlich Männern vorbehalten war. Die Kaffeehäuser entwickelten sich zu bürgerlichen Treffpunkten, denn Adlige tranken ihren Kaffee innerhalb der eigenen Kreise, Arbeiter konnten sich dieses Getränk nicht leisten. Im Gegensatz zur Kneipe war das Kaffeehaus aber ein Ort der Nüchternheit, so dass es hier möglich war, mit klarem Kopf geschäftliche Kontakte zu knüpfen und Informationen auszutauschen. Es war ein Ort der Kommunikation. Darüber hinaus wurde in den Cafés oft über Politik geredet oder sogar Politik gemacht; in Paris wurden sie zu revolutionären Treffpunkten vor der Französischen Revolution. Die Vorbereitung einer Revolution befürchtete der englische König Karl II. schon 1675, als er die Schließung der Kaffeehäuser anordnete, weil sie ihm suspekt waren. Die heftigen Reaktionen bewogen ihn aber dazu, diese Anordnung schon wenige Tage später zurückzunehmen. Zu dieser Zeit war Kaffee in England noch weitaus bedeutender als Tee.
Zu literarischen Treffpunkten wurden die Kaffeehäuser vor allem in Wien, wenn auch nicht ausschließlich dort. Echte Kulturstätten waren die Cafés aber nur in wenigen europäischen Großstädten. Mitte des 19. Jahrhunderts entstanden dann die Konditorei-Cafés, zu denen nun auch Frauen Zutritt hatten. Der Ausflug dorthin wurde zu einem Sonntagsvergnügen der Biedermeier-Familie. Heute haben Cafés mit dem Image zu kämpfen, vor allem ein Treffpunkt für ältere Damen zu sein, allenfalls ist es „in“, dort zu frühstücken. Coffee-Bars entsprechen eher dem aktuellen Zeitgeist und der Trend zum Coffee to go (Kaffee zum Mitnehmen) kann auch als Zeichen einer niedergehenden Kaffeekultur interpretiert werden.
Siehe auch Wiener Kaffeehaus

### Kaffeekränzchen

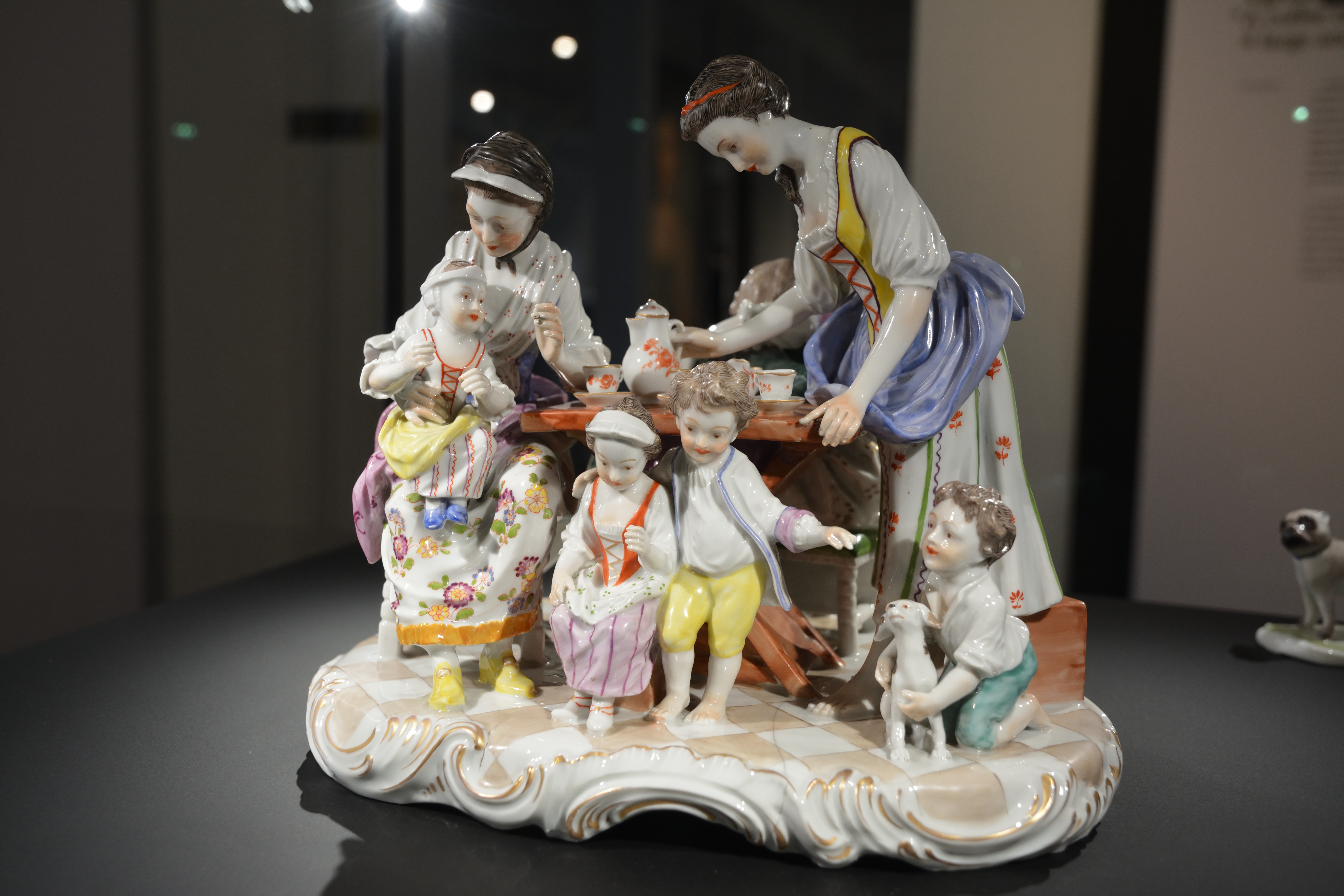
Die Kaffeegesellschaft, 1770 von Jean Jacques Desoches für die Porzellanmanufaktur Fürstenberg modelliert

Da das Kaffeehaus lange Zeit den Männern vorbehalten war, tranken die Frauen den Kaffee zu Hause und etablierten eine eigene Kaffeekultur. Schon 1715 ist im Frauenzimmer-Lexicon zu lesen: „Das Caffé Cräntzgen ist eine tägliche oder wöchentliche Zusammenkunft und Versammlung einiger Frauenzimmer, welche nach der Reihe herum gehet, worbey sie sich mit Caffee trincken und L’ombre-Spiel divertiren und ergötzen.“ Über den Stand der Frauen wird nichts gesagt, aber es handelte sich nur um Angehörige des Bürgertums, denn den unteren Schichten fehlte für diese Freizeitbeschäftigung die Zeit, für den Adel galten andere Regeln des Einladens. Hier sprach man von Kaffeegesellschaften. Johann Georg Krünitz spricht in der Oeconomischen Encyclopädie von Nachmittagsbesuchen oder Kaffee-Visiten. Der Ausdruck Kaffeekränzchen bürgerte sich jedoch bereits im 18. Jahrhundert ein.
Krünitz betont mehrfach, dass diese nachmittäglichen Zusammenkünfte erst zu Beginn des 18. Jahrhunderts aufgekommen seien. Seitdem kamen in Bürgerhäusern erstmals Visitenstuben auf als Pendant zum adligen Salon. Dass es vorher keine „Kränzchen“ gab, lässt sich nicht zuletzt auf die begrenzte Getränkeauswahl zurückführen: Der Konsum von Wein, Bier oder Likör in größeren Mengen galt für Frauen als unschicklich, erst recht am Nachmittag; Gästen einfach nur Wasser oder Milch vorzusetzen, wäre jedoch unhöflich gewesen. Erst die Einführung des Kaffees ermöglichte es den Frauen, Gäste standesgemäß zu bewirten. Das galt für adlige ebenso wie für bürgerliche. Der alkoholfreie Kaffee schuf eine neue Trinkkultur, an der Frauen nun ebenso teilhaben konnten wie die Männer – wenn auch zunächst nicht in der Öffentlichkeit.

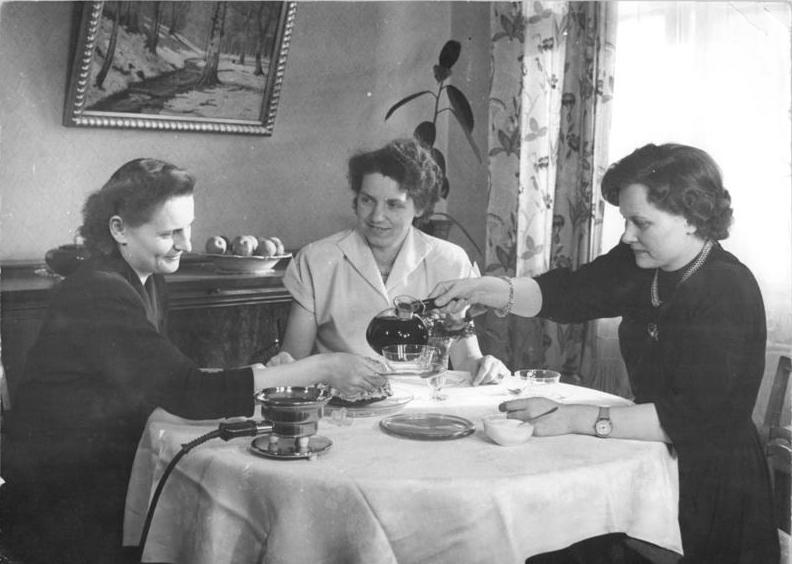
Kaffeekränzchen im Jahr 1955 in der DDR

Bereits im 18. Jahrhundert stieß das Kaffeekränzchen jedoch auch auf Spott und Kritik. Der Ökonom Krünitz kritisiert heftig die dadurch entstehenden zusätzlichen Kosten, unter anderem durch die Einrichtung der entsprechenden Zimmer samt Mobiliar und Geschirr. Außerdem sei die Hausfrau dadurch nun häufig am Nachmittag nicht mehr in der Lage, das Personal zu beaufsichtigen, so dass negative Folgen für den Hausstand zu befürchten seien. Außerdem wurden die weiblichen Zusammenkünfte im Gegensatz zu männlichen als unnötig angesehen. Das Deutsche Wörterbuch der Gebrüder Grimm bezeichnet Kaffeeklatsch als „geschwätz in einem kaffeekränzchen“, und diese Definition zeigt eine deutliche Geringschätzung. Der Austausch von Neuigkeiten unter Frauen galt als Klatsch oder „Geschwätz“, während der Austausch von Neuigkeiten unter Männern „Nachrichten“ waren. Zudem argwöhnten Männer wohl auch, dass sie des Öfteren Gegenstand dieser Kaffeegespräche waren, und befürchteten eine Solidarisierung der Frauen. Doch als Keimzelle der Emanzipation haben sich die Kaffeekränzchen bekanntlich nicht erwiesen.

### Kaffeegeschirr

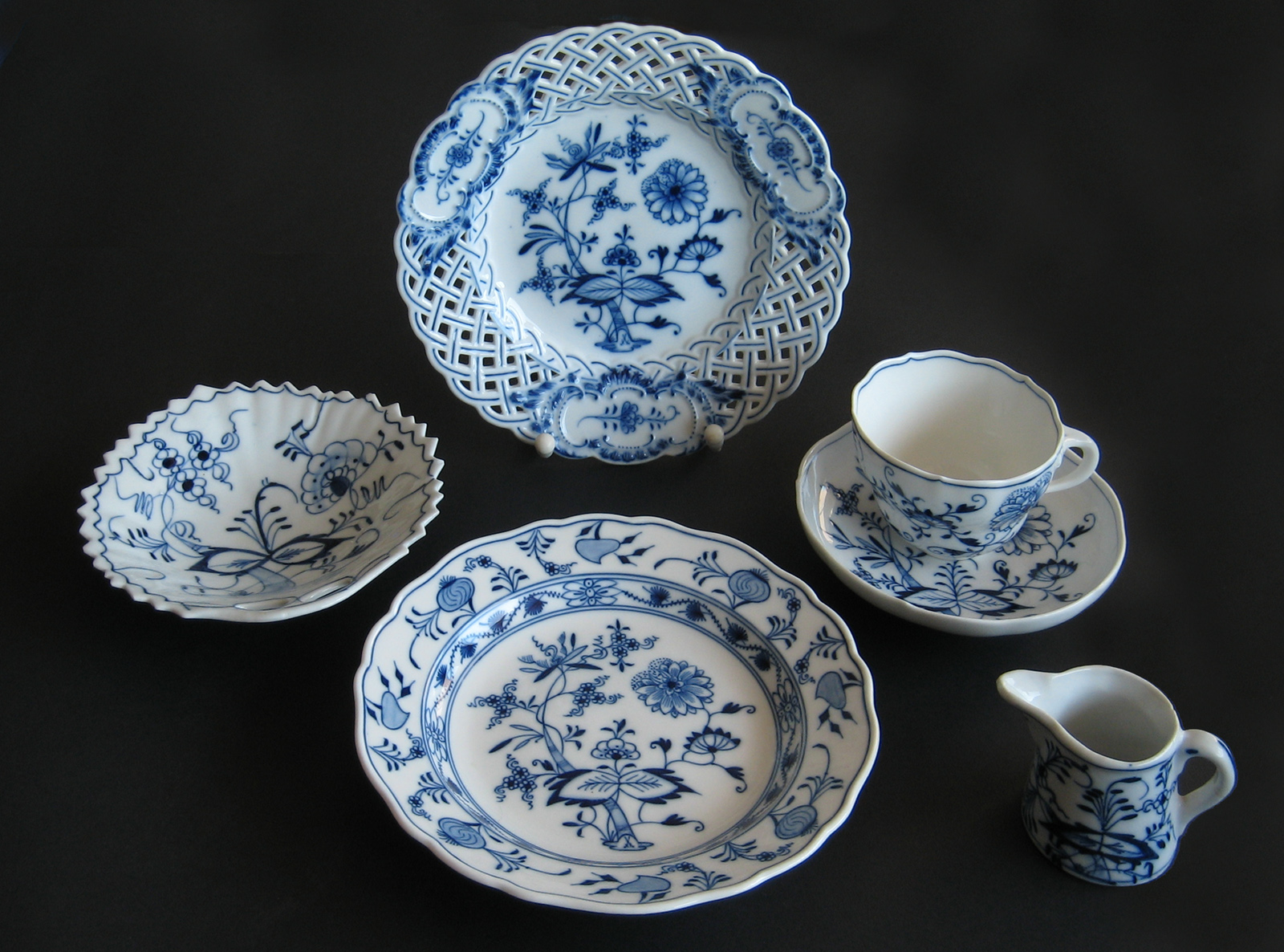
Meißener Porzellan um 1900

Die in Europa neuen Heißgetränke Tee und Kaffee machten die Einführung neuer Trinkgefäße notwendig, denn die vorher üblichen Metallgefäße erwiesen sich als ungeeignet. Zum einen verfälschten sie den Geschmack, zum anderen konnte man durch die Wärmeleitung leicht den Mund und die Finger verbrennen. Daher wurden von den Adelshäusern Trinkschalen aus Porzellan aus China importiert, wie sie dort bereits benutzt wurden. Da man sich jedoch auch daran die Finger verbrennen konnte, orderte man Schalen mit Haltegriff. Das Ergebnis waren die heute bekannten Tassen mit Henkel, wobei sich im Laufe der Zeit unterschiedliche Formen für Tee und Kaffee entwickelten. 1708 entstand in Deutschland die erste eigene Fabrikationsstätte in Meißen, sodass man von China unabhängig wurde.
Schon im 18. Jahrhundert kamen zu den Tassen die Untertassen hinzu, die nicht rein zufällig nicht „Unterteller“ heißen, denn es war zu dieser Zeit üblich, den heißen Kaffee portionsweise in die Untertasse zu gießen und daraus zu trinken, damit er schneller abkühlte. Etwa zeitgleich mit den Tassen kamen auch die Kaffeekannen auf, die zunächst aber meist aus Metall hergestellt wurden, aus Silber, Zinn und Messing, auf dem Land auch aus emailliertem Blech. Diese Kannen konnten auf dem Herd warm gehalten werden. Adel und Bürgertum führten aber bald die Kanne aus Porzellan ein, die auf den Kaffeetisch gestellt wurde. Hier entstand nun das Problem, dass der Kaffee schnell getrunken werden musste, sollte er nicht abkühlen. Sie wurden deshalb nur beim Kaffeekränzchen und in größerer Runde benutzt. Für den Alltag wurden im 18. Jahrhundert beheizbare Metallkannen entwickelt, die teilweise als Kaffeemaschine bezeichnet wurden. In Norddeutschland hießen sie auch Kranenkanne, da sie keine Ausgusstülle hatten, sondern kleine Hähne (Krane) oberhalb des Bodens. Zur Beheizung wurden Brenner verwendet, ab 1930 gab es auch Modelle, die elektrisch betrieben wurden.
Das komplette Kaffeeservice bestand daneben noch aus Milchgießer und Zuckerdose, und auch die Kaffeelöffel bzw. Teelöffel kamen hinzu. Vor der Einführung des Kaffeetrinkens waren kleine Löffel unnötig gewesen. Arbeiter- und Bauernfamilien besaßen bis ins 20. Jahrhundert hinein dagegen kein besonderes Kaffeegeschirr. Sie tranken den Kaffee daher auch nicht, sondern löffelten ihn mit dem Esslöffel vom Suppenteller.

### Trinkgewohnheiten
Bereits im 18. Jahrhundert entwickelten sich in Europa unterschiedliche Vorlieben bei den Trinkgewohnheiten, wie Krünitz schildert. Die Engländer tranken ihren Kaffee danach vor allem zum Frühstück zum Butterbrot. Die Holländer tranken morgens und nachmittags eher starken, gesüßten Kaffee; die einfachere Bevölkerung musste auf den Zucker verzichten und süßte stattdessen teilweise mit Lakritzsaft. In Frankreich war morgens ein Kaffeebrey mit Brotstücken üblich. Die Schweden tranken Kaffee vor allem nach dem Mittagessen mit Milch und Zucker. Bei den Deutschen waren angeblich alle diese Varianten bekannt, und es werde zu jeder Tageszeit Kaffee getrunken.
Sowohl die in deutschen Provinzen im 18. Jahrhundert teilweise erlassenen Kaffee-Verbote als auch der Preis für echten Bohnenkaffee zwangen die einfache Bevölkerung dazu, auf Ersatzkaffee auszuweichen. Am häufigsten wurde er aus Zichorien hergestellt, Ende des 19. Jahrhunderts kam jedoch auch Getreidekaffee auf den Markt. Tagelöhner und arme Leute bereiteten auch einen „Kaffee“ durch das erneute Aufbrühen von Kaffeesatz zu, den Krünitz als Kaffee-Spülicht bezeichnet. Auch der Ersatzkaffee wurde meistens sehr dünn aufgebrüht und mit Milch gestreckt. Doch auch in besseren Kreisen wurde der Kaffee oft dünn zubereitet, nicht nur um zu sparen. Nur bei „echtem“ Kaffee hatte das Getränk nämlich bei dünnem Aufguss eine hellbraune Farbe, während Zichorienkaffee immer ganz dunkel war. So wurde der Blümchenkaffee sogar zu einem Statussymbol.

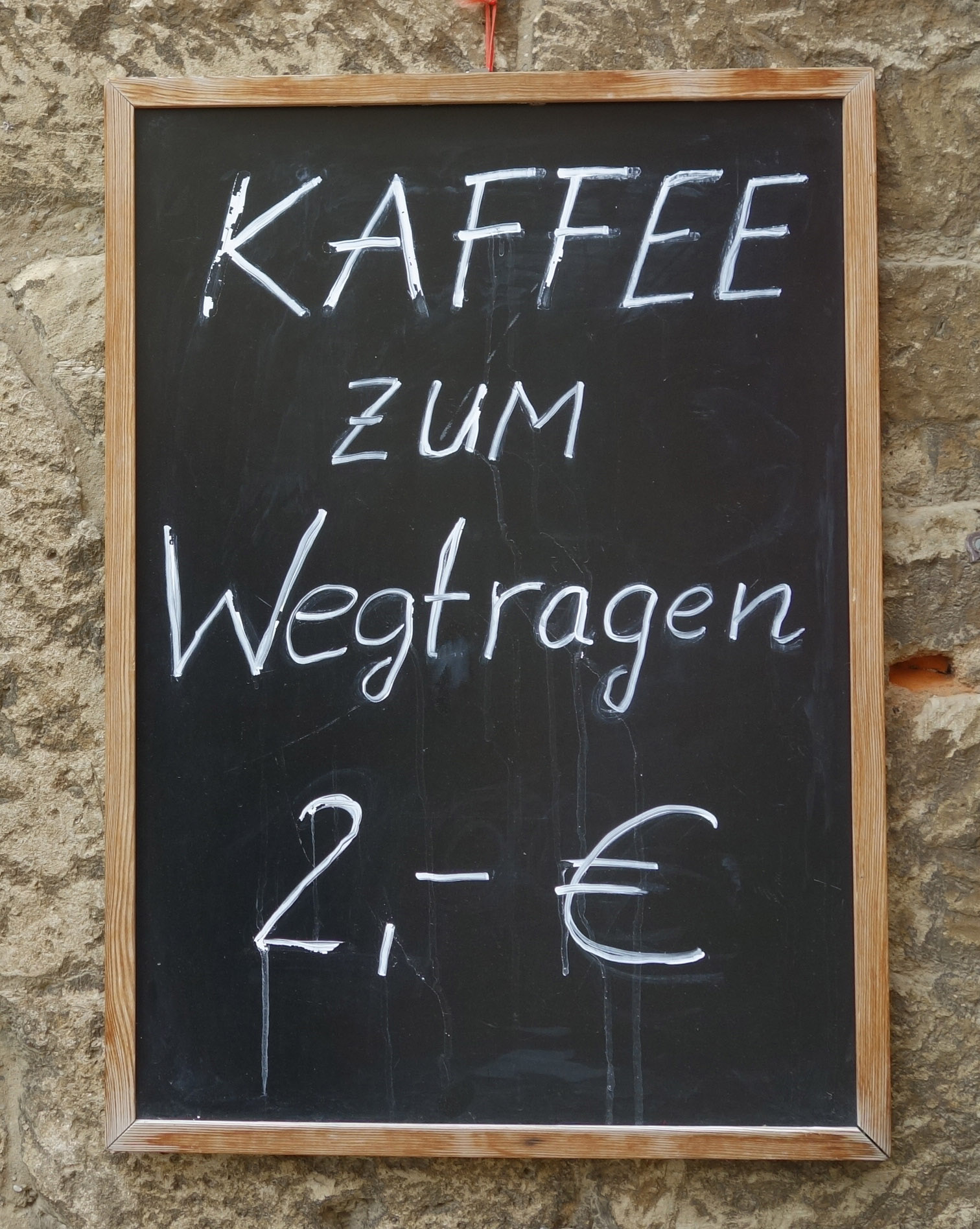
Kaffee zum Mitnehmen

Bauern und Arbeiter tranken den Kaffee bis ins 20. Jahrhundert hinein nicht, sondern aßen morgens und abends eine Kaffeesuppe, auch Kaffeemus oder Kaffeebrei genannt, aus dünnem Ersatzkaffee mit Milch und Brotstückchen, manchmal auch mit weiteren Zutaten. Diese Mahlzeit gab es für Erwachsene wie für Kinder. Viele Mediziner kritisierten die „Kaffeeseuche“ in Deutschland und warnten vor Gesundheitsschäden; doch auch das Argument, dass Milch billiger sei als Kaffeesurrogat, änderte nichts an der Vorliebe für Kaffeesuppe. Sie war an die Stelle der vorher üblichen Biersuppe getreten.
Aktuell trinken die Finnen weltweit den meisten Kaffee; im Jahr 2003 waren es pro Kopf umgerechnet über elf Kilogramm Rohkaffee. An zweiter Stelle lagen Belgien und Luxemburg mit rund neun Kilogramm, gefolgt von Norwegen, Dänemark und Schweden. Im Mittelfeld folgen dann die Schweiz, die Niederlande und Deutschland mit gut sechs Kilogramm. Österreich kommt mit 5,6 Kilogramm erst an elfter Stelle.
Interessant ist der Vergleich mit der Statistik des Alkoholkonsums (siehe oben). Dort liegen die skandinavischen Länder alle auf den hinteren Plätzen. Das stützt die These, dass der Kaffee- den Alkoholkonsum teilweise ersetzt.

## Tee

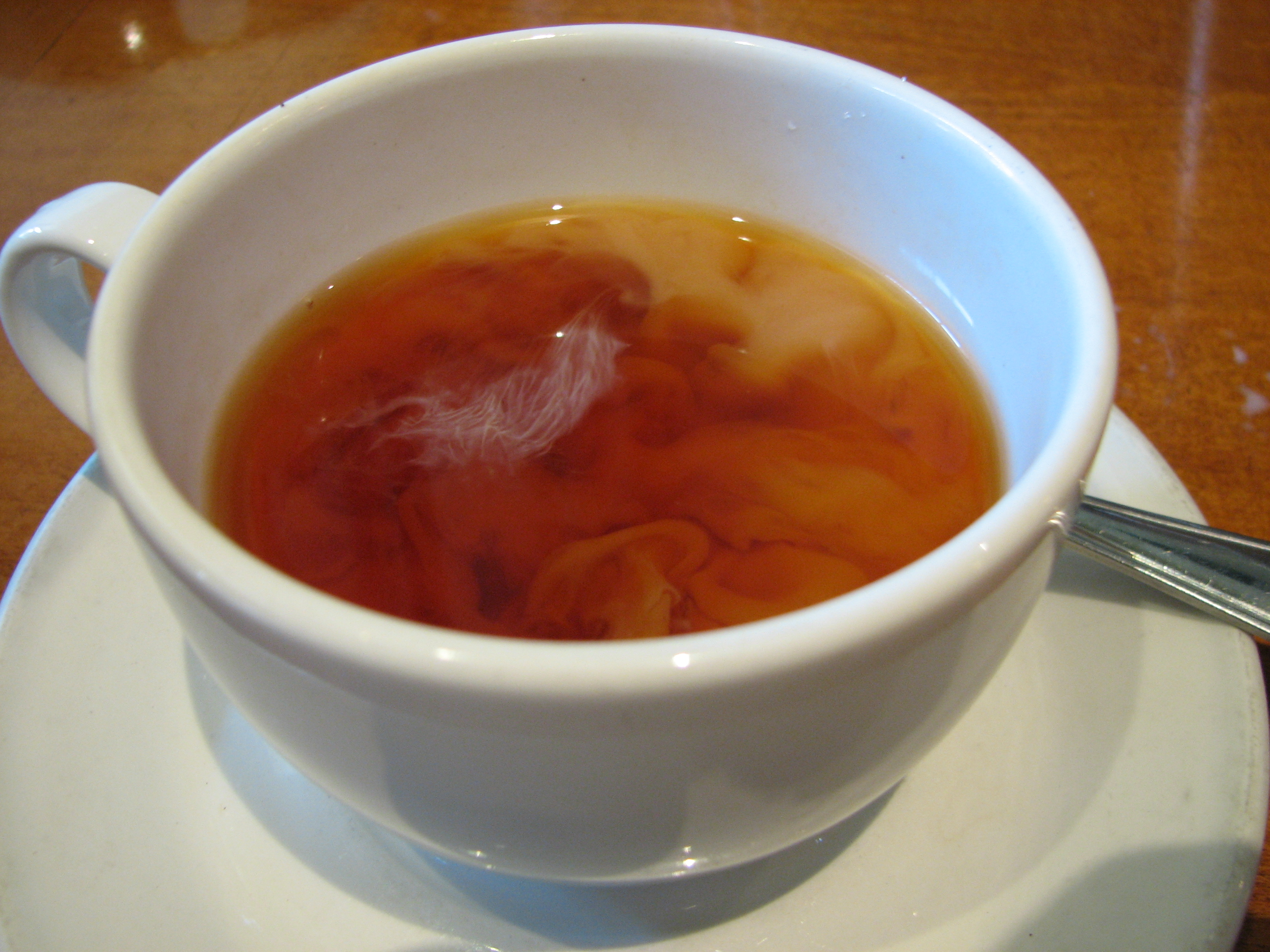
Tee

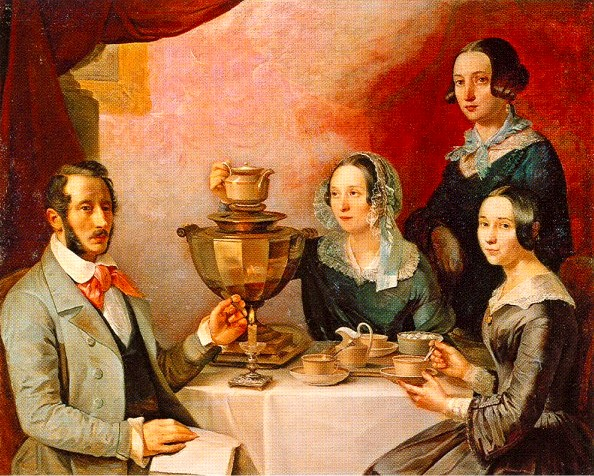
Familienporträt in Russland (1844) mit dem Samowar und Tee

Die Bedeutung des Tees in Europa ist relativ eindeutig regional gegliedert. Im größten Teil Europas dominiert der Kaffee, während Tee nur wenig getrunken wird. So wird in weiten Teilen Süddeutschlands unter der Bezeichnung „Tee“ ohne Spezifikationen wie „Schwarztee“ zunächst Früchtetee verstanden. Umgekehrt hat in den meisten „Teeregionen“ Kaffee nur eine marginale Bedeutung. Hier dominiert der Schwarztee. Zu den „Teeregionen“ Europas gehören die Britischen Inseln, Polen, Russland, die Türkei und einige wenige Regionen in Deutschland, hauptsächlich Ostfriesland und das Emsland. Nur in der Türkei und einigen Regionen in Deutschland, hauptsächlich in Norddeutschland, sind Kaffee und Tee gleichermaßen üblich. Dabei sind in Deutschland Tee und Kaffee austauschbar, in der Türkei werden sie zu unterschiedlichen Gelegenheiten getrunken.
Die erste größere Ladung grünen Tees aus China kam im Jahr 1610 mit einem holländischen Schiff nach Europa. Ab 1630 wurde er auch nach Frankreich eingeführt und ab 1650 nach England. Er war zunächst sehr teuer und galt vor allem als Heilgetränk für Kranke. Beim französischen Adel kam der Tee zwischen 1650 und 1700 in Mode, doch in der Folgezeit wurde er von Kaffee und heißer Schokolade als Modegetränke abgelöst. Dafür begann Anfang des 18. Jahrhunderts der Aufstieg des Tees zum englischen Nationalgetränk. Während 1699 erst sechs Tonnen Tee nach England importiert wurden, waren es 100 Jahre später 11.000 Tonnen, und zwar überwiegend schwarzer Tee.
Den Quellen zufolge sorgte die Portugiesin Katharina von Braganza am englischen Königshof dafür, dass das Teetrinken beim englischen Adel in Mode kam. Große Bedeutung hatte jedoch auch die Ostindische Kompanie, die das Monopol für den indischen Tee besaß, der den chinesischen Grüntee verdrängte. Im Jahr 1717 eröffnete Thomas Twining in London das erste Teegeschäft neben seinem Kaffeehaus; dort wurde auch Tee ausgeschenkt. 1732 wurde in der englischen Hauptstadt der erste „Teegarten“ eröffnet. Das war eine Parkanlage, in der im Freien Tee serviert wurde, außerdem gab es dort kleine Konzerte. Im Laufe des 18. Jahrhunderts wurde Tee so billig, dass er zu einem Massengetränk wurde.
siehe auch Artikel Britische Teekultur, Teehaus

## Trinkschokolade

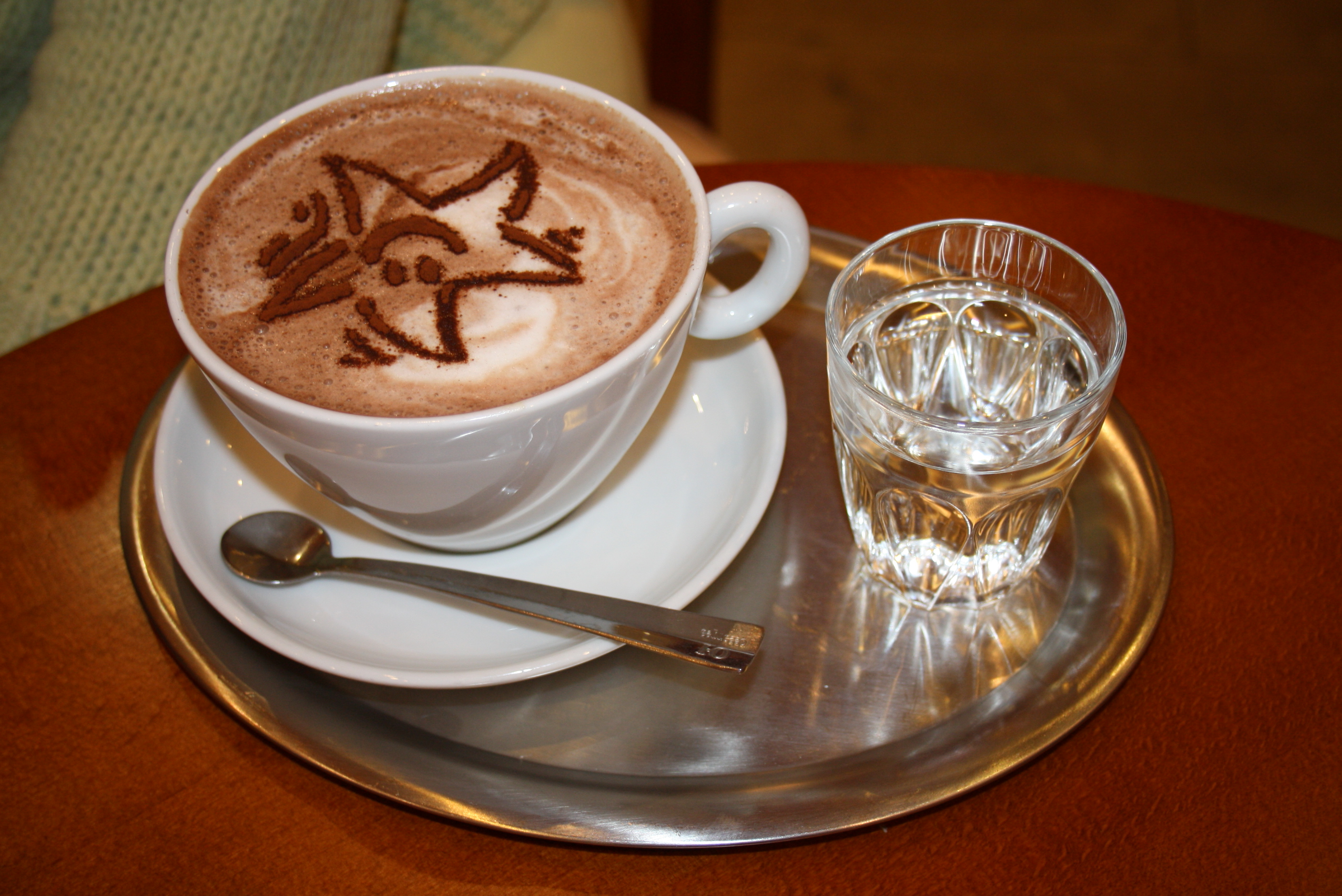
Trinkschokolade

Die Trinkschokolade war neben Kaffee und Tee das dritte Heißgetränk, das in der Neuzeit in Europa eingeführt wurde und zur Entwicklung einer eigenen Trinkkultur mit speziellem Geschirr und Utensilien führte. Sie stammt ursprünglich aus Mittelamerika und wurde im 16. Jahrhundert erstmals am spanischen Königshof getrunken; im 17. Jahrhundert wurde Schokolade dann auch zum Modegetränk am französischen Hof in Versailles. Schokolade war zunächst ein rein aristokratisches Getränk und hatte die Funktion eines Statussymbols, ehe es Eingang in das gehobene Bürgertum fand und schließlich zu einem Getränk für Frauen und Kinder wurde. Neben dem Adel war im 17. Jahrhundert der Klerus die Bevölkerungsgruppe, die das neue Getränk kennen und schätzen lernte; Schokolade wurde vor allem in Klöstern zu einem beliebten Energielieferanten in der Fastenzeit, weil sie nicht unter die kirchlichen Speiseverbote fiel. Erst mit der Erfindung des löslichen Kakaopulvers im 19. Jahrhundert wurde Trinkschokolade zu einem Massenprodukt.